# Regole del gioco del calcio

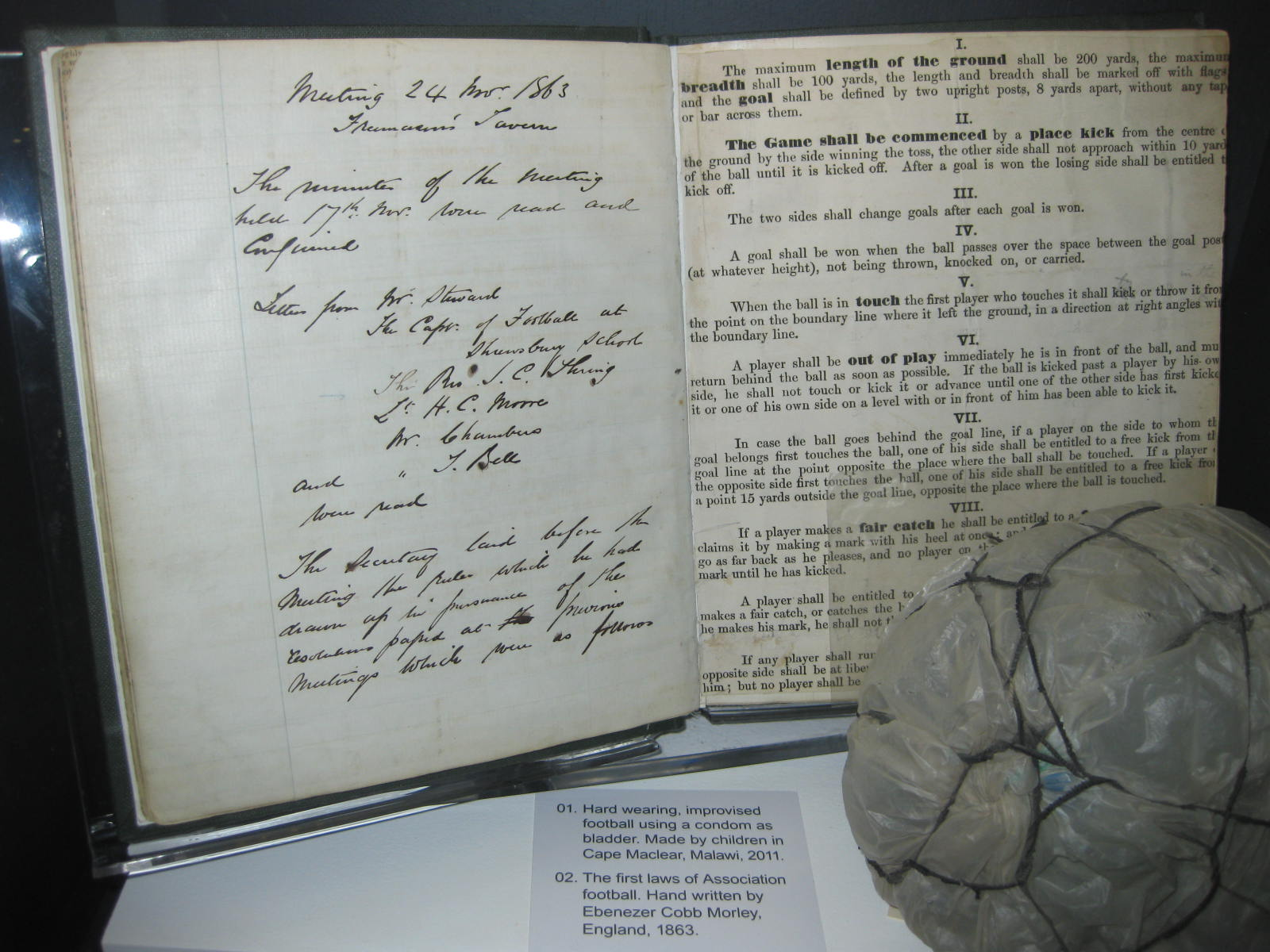
Foto della versione originale manoscritta delle regole del gioco risalenti al 1863, in esposizione al National Football Museum a Manchester

Il regolamento del gioco del calcio costituisce la base legislativa sulla quale si basa lo sport del calcio, descrivendone modalità, finalità e struttura. Il regolamento fu redatto inizialmente nel 1886 dall'IFAB (International Football Association Board), durante un incontro a Londra negli uffici della stazione del viadotto di Holborn. Lo stesso regolamento viene annualmente revisionato ed aggiornato da questo stesso organo durante il corso di un incontro ufficiale.
Successivamente la FIFA (Fédération Internationale de Football Association), nata a Parigi il 21 maggio 1904 ed attualmente organizzazione calcistica più importante a livello mondiale con 211 federazioni associate, dichiarò che avrebbe aderito alle regole stilate dall'IFAB per ogni sua competizione. La versione inglese più recente (2016-2017) del regolamento conta di 210 pagine; la versione italiana ne conta invece 148.
Le singole federazioni nazionali possono non uniformarsi alle regole stilate dall'IFAB, purché non venga attuata alcuna modifica sostanziale: le uniche deroghe permesse riguardano peso, forma e dimensioni del pallone, le dimensioni del terreno di gioco e delle porte, la durata dei periodi di gioco ed il numero di sostituzioni.

## Storia
1. Il calcio d'inizio deve essere un calcio piazzato.
2. Il kick-out non deve distare più di 25 iarde (23 m) dalla porta.
3.  Un fair catch è una presa [del pallone] di qualsiasi giocatore a patto che il pallone non abbia toccato il terreno né sia stato messo in gioco dalla linea laterale, ed è passibile di calcio di punizione.
4. Caricare è regolare in caso di calcio piazzato (con l'eccezione del calcio d'inizio non appena un giocatore si offre di eseguirlo), ma può sempre arretrare a meno che non ha di fatto toccato il pallone con il piede.
5. Spingere con le mani è permesso, sebbene non siano permessi in alcuna situazione il calcio negli stinchi e gli sgambetti.
6. Nessun giocatore può essere trattenuto o gettato a terra.
7. Non è consentito raccogliere il pallone dal terreno (se non in occasione di una rimessa laterale) per alcuna ragione.
8. Il pallone può essere spinto o colpito con le mani, ma trattenere il pallone, eccetto che nel caso di un calcio di punizione, è proibito.
9. Le reti devono essere segnate dopo che il pallone è stato calciato, ma non direttamente dalla linea laterale né dopo un calcio di punizione a seguito di un fair catch.
10. Un pallone oltre la linea laterale è considerato essere morto, dunque la squadra opposta a quella che l'ha toccata in campo deve recuperarlo, posizionarlo sulla linea e rilanciarlo all'interno dalla linea stessa.
11. Ogni giocatore deve procurarsi un copricapo di flanella o rosso o blu scuro, da assegnare a seconda del colore a ciascun giocatore delle due squadre.
Per molto tempo il gioco del calcio fu praticato senza alcun riferimento formale e scritto riguardante la regolamentazione dello stesso; il primo tentativo di stilare un regolamento vero e proprio risale al 1848, ad opera di H.C. Malden, relativamente alle gare giocate dalla squadra di calcio dell'Università di Cambridge. Il tentativo rimane comunque isolato e solo nel 1857 un club calcistico vero e proprio, distintamente dall'attività ricreativa sportiva di un'università, lo Sheffield FC, introdusse a sua volta un sistema normativo ad opera di Nathaniel Creswick e William Prest.

### Le Sheffield Rules e la nascita dell'IFAB
Il sistema introdotto dallo Sheffield è noto con il nome di Sheffield Rules: pur molto distante dalla formulazione odierna (come per il fatto di non accettare le segnature effettuate direttamente su calcio di punizione o la possibilità, in certi contesti, di toccare il pallone con le mani, nonché la possibilità di spintonare gli avversari senza commettere infrazione), si tratta del primo importante tentativo di regolamentare lo sport del calcio, dopo quello dell'Università di Cambridge. Il 21 ottobre 1858 si tenne la prima seduta ufficiale in cui il progetto dell'anno precedente fu ufficializzato come testo regolamentativo del calcio; inoltre, nasce un prototipo della figura dell'arbitro quando vengono istituite specifiche figure atte a decidere sulle controversie in caso di eventuali dispute.
Tuttavia, l'opera dello Sheffield non era isolata: molti altri club e federazioni calcistiche stilavano le proprie regole e queste si aggiungevano le une alle altre senza cancellarsi a vicenda: ciascuna federazione poteva infatti liberamente decidere quale sistema di regole adottare. Cinque anni dopo, il 26 ottobre 1863, nacque a Londra la FA (Football Association) e, in tal contesto, nello stesso anno, furono tenuti alcuni incontri alla Freemasons Tavern di Londra per stabilire un ulteriore sistema di regole; a rappresentare la FA si presentò Ebenezer Cobb Morley e in sei incontri fu stilato sotto la sua guida un regolamento del calcio diviso in tredici articoli; anche lo Sheffield partecipò alle riunioni, durante le quali furono eliminate tutte le possibilità di giocare il pallone con le mani, così come il calcio negli stinchi, le cariche, gli sgambetti.
È qui che si inserisce la separazione del rugby dal calcio a opera del Blackheath Football Club nel 1862, che propugnava la possibilità del toccare il pallone con le mani contro chi, contemporaneamente, ne proponeva il divieto, che sarebbe stato approvato l'anno seguente.
Negli anni successivi il calcio si modifica ancor più, convergendo poco per volta verso quello moderno: vengono introdotti i tempi supplementari, si definisce il concetto di gol per come lo conosciamo adesso, nasce il calcio d'angolo (1868). Sembrava tuttavia assurdo che il gioco del calcio fosse comunque ancora così labile nelle sue regole e, soprattutto, che ne esistessero di diverse a seconda delle zone in cui si giocava e del set che una singola federazione decideva di adottare: così espresse i propri dubbi la rivista The Field nel 1877.
Per questa ragione, nel 1882 le associazioni calcistiche nazionali del Regno Unito (le federazioni dell'Inghilterra, della Scozia, del Galles e dell'Irlanda del Nord) si riunirono con l'intento di redigere un unico regolamento: il 2 giugno 1886 fu creata l'IFAB (International Football Association Board), che tuttora detiene il potere esclusivo di modifica al regolamento del calcio.

### Cronologia delle modifiche

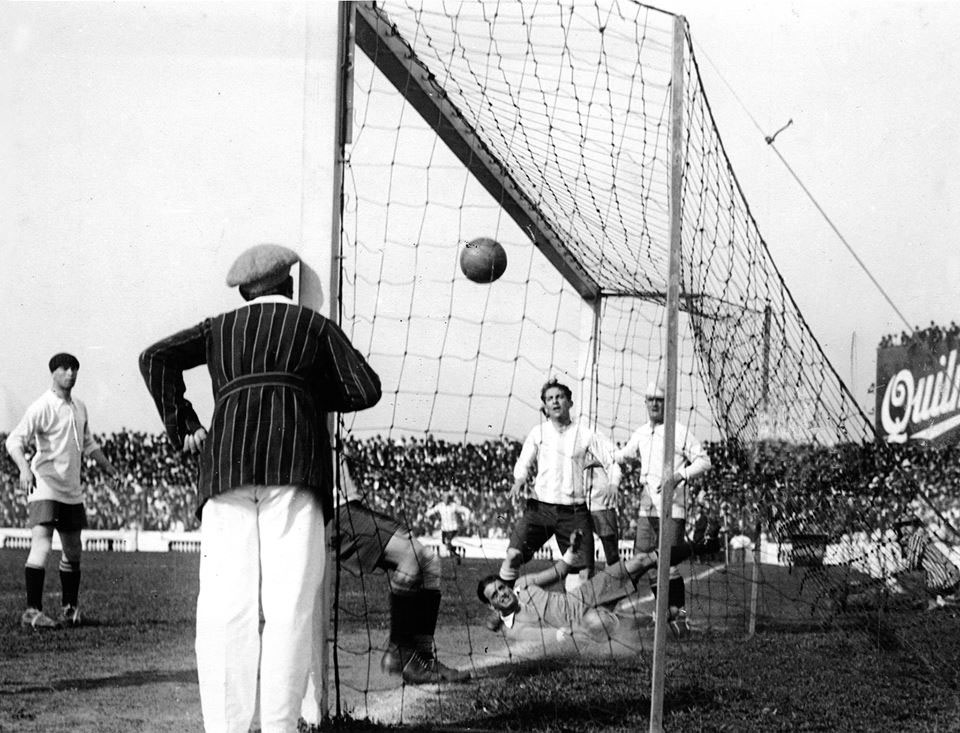
Rete segnata direttamente su calcio d'angolo dal calciatore Cesáreo Onzari durante il match Argentina-Uruguay del 1924: la rete fu segnata lo stesso anno in cui l'IFAB modificò il regolamento, permettendo che le reti potessero essere segnate anche direttamente da calcio d'angolo. Una rete del genere è anche detta gol olimpico.

#### Anni 1886-1899.
Durante i primi anni che seguirono la formazione dell'IFAB, le modifiche al regolamento del calcio furono sostanziali.

##### Definizione del ruolo del portiere e introduzione del fuorigioco
Nel 1886 si definisce il ruolo del portiere come calciatore che può toccare il pallone con le mani, ma unicamente, all'epoca della creazione della regola, all'interno della propria metà del terreno di gioco. L'anno seguente (1887) viene istituito il fuorigioco, essendo un calciatore in posizione di fuorigioco se tra lui e la porta avversaria ci fossero meno di tre calciatori avversari.

##### Introduzione del calcio di rigore e dimensionamento del terreno di gioco
Nella decade successiva arrivano importanti innovazioni per quanto riguarda la struttura stessa del gioco: su suggerimento del portiere William McCrum, viene infatti proposta l'innovazione del calcio di rigore nel 1890, approvato l'anno successivo dall'IFAB. Il 1896 vede fissare le misure del terreno di gioco a quelle attuali.

##### Durata di gara e numero di giocatori
Nel 1897 viene fissata la durata di una gara in novanta minuti e si stabilisce il numero di giocatori per squadra in undici uomini.

#### Anni 1900-1949

##### Introduzione dell'area di rigore, di porta e calci di punizione
Se fino al termine del diciannovesimo secolo non esisteva l'obbligo del tracciare la linea di metà campo (esisteva soltanto il cerchio centrale per la distanza su calcio d'inizio), è il 1902 a vedere per la prima volta comparire la linea mediana e, soprattutto, l'area di rigore con annessa area di porta: questa serve per posizionare il pallone in caso di calcio di rinvio; tuttavia, vigeva ancora la disposizione per la quale il pallone deve essere posizionato nella metà di area di porta più vicina a dove il pallone aveva oltrepassato la linea di porta uscendo dal terreno di gioco. Il 1903 vede invece la nascita dei calci di punizione diretti (come si era detto, le Sheffield Rules prevedevano solo calci di punizione indiretti, nei quali non era dunque possibile segnare direttamente una rete) e della norma del vantaggio. Il 1904 conosce infine la formazione della FIFA, che adotterà immediatamente le regole dell'IFAB per le proprie gare e competizioni.
In seguito, non furono tenute riunioni dell'IFAB tra il 1915 e il 1919 per cause belliche (prima guerra mondiale); tuttavia, negli anni antecedenti alla guerra fu possibile sperimentare nuove innovazioni che furono integrate nel regolamento del calcio, quali la restrizione del potere del portiere di poter toccare il pallone con le mani dalla sua intera metà del terreno di gioco alla sola area di rigore (1913); inoltre, i calciatori avversari a quelli della squadra che esegue un calcio di punizione non devono avvicinarsi a meno di 10 iarde (9,15 metri) dal pallone prima che questo sia in gioco, a meno che non si trovino sulla propria linea di porta. Nello stesso anno, inoltre, la FIFA entra a far parte dell'IFAB.

##### Altre innovazioni riguardanti goal, fuorigioco e calci di rigore
La decade seguente fu quella in cui il calcio si sviluppò prepotentemente: fu stabilito che una rete può essere segnata direttamente su calcio d'angolo (1924), mentre una modifica profonda si ebbe al fuorigioco, che fu modificato in modo tale che non ci dovessero più essere meno di tre calciatori per essere in posizione di fuorigioco, bensì meno di due tra l'attaccante in posizione irregolare e la porta avversaria; inoltre, nel 1929 fu stabilito che in occasione di un calcio di rigore il portiere deve stare fermo sulla propria linea di porta fino a che il pallone non è calciato.

##### Sintesi delle regole effettuato da Stanley
Il nuovo decennio cominciò poi immediatamente con l'affermarsi del calcio nel mondo grazie al campionato mondiale del 1930, organizzato dalla FIFA in Uruguay e giocato interamente secondo le regole stilate dall'IFAB sino ad allora; le modifiche importanti non furono molte in quegli anni, ma nel 1937 fu incaricato Stanley Rous, all'epoca segretario della FA, di rivedere le regole del gioco, rendendole più sintetiche e dirette alla comprensione; Stanley preparò il testo rivisto, mentre l'IFAB quell'anno approvò la comparsa sul terreno di gioco dell'arco dell'area di rigore, e lo presentò all'IFAB l'anno dopo (1938), il quale lo approvò immediatamente. L'ultimo decennio fu segnato ancora da ostilità che impedirono le riunioni dal 1940 al 1947 (seconda guerra mondiale), ma già dalla ripresa degli incontri ricominciarono le proposte: ad esempio, dal 1948, i calciatori, in occasione di un calcio di rinvio, devono anche stare all'esterno dell'area di rigore e non più solo a 9,15 metri dal pallone fino a che questo non torna ad essere in gioco.

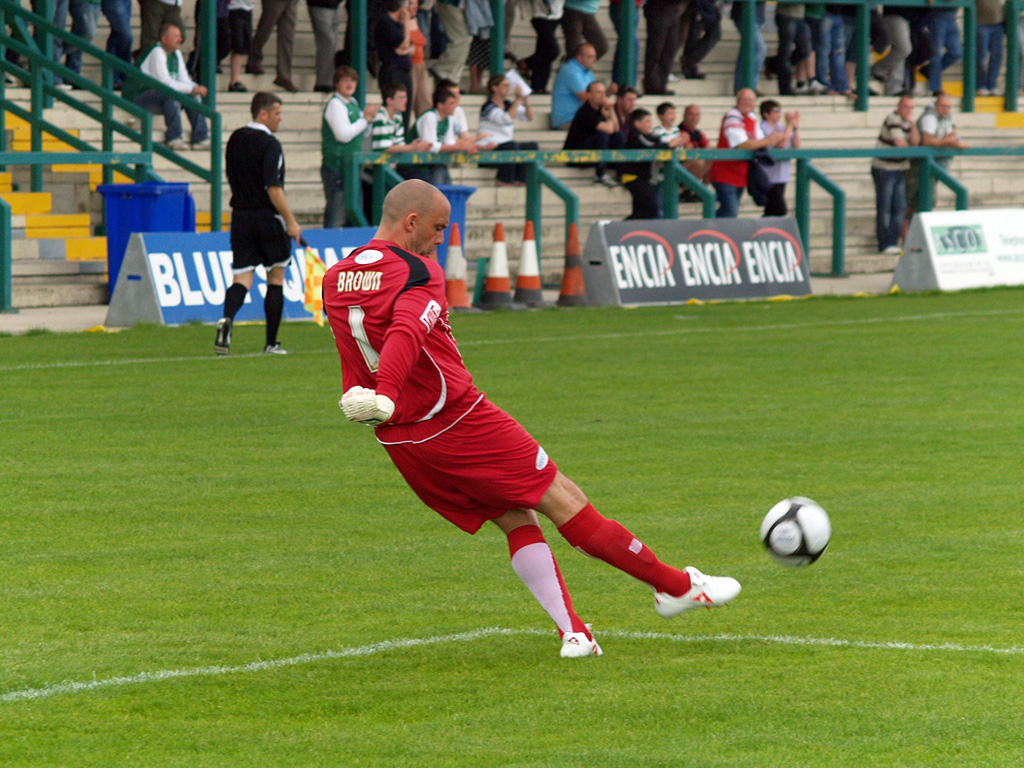
Il portiere Wayne Brown esegue un calcio di rinvio. Dal 1992, esso può essere eseguito da qualsiasi punto della propria area di porta.

#### Anni 1950-1999

##### Introduzione delle sostituzioni
La seconda metà del ventesimo secolo vede l'avvento della discussione sulle sostituzioni: inizialmente l'IFAB si dimostrò riluttante all'autorizzazione di effettuare sostituzioni in partite non amichevoli, ma, dopo un decennio di tentennamenti, la decisione fu finalmente presa nel 1958, sebbene all'epoca la sostituzione permessa fosse soltanto una, per il portiere e solo in caso di infortunio. Durante il decennio successivo, tuttavia, le sostituzioni furono fissate gradatamente e definitivamente a due indipendentemente dal ruolo. Inizialmente ammesse solo per le gare amichevoli, le sostituzioni furono infine consentite anche negli incontri ufficiali; il mondiale del 1970 in Messico fu il primo in cui furono ammesse le sostituzioni. Nel mondiale del 1966 sia gli italiani che i brasiliani furono penalizzati proprio dal fatto di non poter sostituire un giocatore importante infortunato: Giacomo Bulgarelli nella partita persa contro la Corea del Nord e Pelé nella partita persa contro il Portogallo.

##### Introduzione dei cartellini
È dello stesso anno anche l'invenzione del cartellino giallo e del cartellino rosso per sanzionare ammonizioni ed espulsioni, entrambi a opera di Ken Aston, che furono usati per la prima volta durante il mondiale di Messico '70. Sempre nel 1970 ci fu l'introduzione dei tiri di rigore per decidere la vincente di una gara terminata in pareggio.

##### Norme specifiche per il portiere
Il successivo problema su cui l'IFAB si concentrò furono le perdite di tempo da parte dei portieri: nasce dunque nel 1983 la cosiddetta regola dei quattro passi, per la quale un portiere non poteva fare più di quattro passi una volta che era entrato in possesso del pallone, e viene punito con un calcio di punizione indiretto sia se effettua più passi del previsto sia se, una volta liberatosi del possesso del pallone entro i quattro passi, lo tocca nuovamente con le mani prima che sia stato toccato da un altro calciatore; infine, fu stabilito che i pali e la traversa delle porte dovessero essere di colore bianco, cosa peraltro già universalmente usata. Altri particolari importanti sono il fatto che una rimessa da parte dell'arbitro accordata all'interno dell'area di porta sarà eseguita sulla linea dell'area di porta, parallela alla linea di porta, nel punto più vicino a quella in cui sarebbe dovuta essere eseguita, e ugual restrizione per un calcio di punizione indiretto accordato all'interno dell'area di porta avversaria (1984) e il fatto che se un calcio di rigore è eseguito allo scadere di uno dei tempi, regolamentari o supplementari, la rete è accordata anche nel caso in cui il pallone, prima di entrare, colpisce il portiere, un palo, la traversa o qualsiasi combinazione di essi; inoltre, eseguire una rimessa laterale da un punto errato è considerato un'infrazione alla procedura della rimessa stessa (1987).

##### Condotta gravemente sleale
Il 1990 sancisce poi l'introduzione della condotta gravemente sleale (ufficializzata in seguito nel 1991), ovvero il cartellino rosso per aver impedito, fallosamente, alla squadra avversaria l'evidente opportunità di segnare una rete (introdotta inizialmente in via provvisoria come semplice indicazione ai direttori di gara in vista del campionato mondiale di calcio 1990 in Italia); inoltre, un calciatore che sia in linea con il penultimo difendente avversario non è più considerato in posizione di fuorigioco. Il 1992 riprende il trend dell'inserimento di regole atte a impedire le perdite di tempo da parte dei portieri con una delle più importanti innovazioni del calcio moderno: da allora, infatti, il portiere non può prendere con le mani un retropassaggio di piede di un proprio compagno di squadra, pena un calcio di punizione indiretto, per la squadra avversaria, dal punto in cui è avvenuta l'infrazione; inoltre, un calcio di rinvio può essere eseguito da qualsiasi punto della propria area di porta (prima doveva essere eseguito dalla metà di area di porta più vicina al punto in cui il pallone aveva varcato la linea). Nel 1993 furono stabilite con precisione le infrazioni per le quali un calciatore deve essere ammonito o espulso; inoltre, un calciatore che tenta scorrettamente di aggirare il regolamento (ad esempio alzandosi da solo il pallone con i piedi per passarlo di testa al portiere) deve essere ammonito per comportamento antisportivo.

##### Terza sostituzione e regola del Golden goal
Un'ulteriore svolta importante fece data al 1994, allorché furono introdotte una terza sostituzione (riservata al portiere) ed il golden goal (su proposta della FIFA): in caso di parità, per competizioni ad eliminazione diretta, avrebbe assegnato (durante i supplementari) la vittoria alla squadra andata in rete. Nel 1995 furono rimossi il limite alle sostituzioni (tre in totale, senza discrimine tra portieri e giocatori di movimento) ed i numeri fissi di maglia: in ciascuna rosa, da quel momento in poi, i calciatori avrebbero potuto vestire qualsiasi numero da 1 a 99 con tanto di cognome sulla schiena. Infine, dal 1996, se l'arbitro applica il vantaggio e questo non si concretizza nell'immediatezza, questi può tornare indietro nelle sue decisioni e punire l'infrazione originaria con un calcio di punizione o di rigore.

##### Innovazioni del calcio d'inizio, rimessa laterale e simulazioni
Il 1997 vede il regolamento evolversi ulteriormente, in quanto, per la prima volta dal 1938, esso viene rivisto nel layout e nella sua impostazione per renderlo ancora più chiaro ad arbitri e calciatori; inoltre, da quell'anno, la formazione vincente del sorteggio iniziale sceglie la porta contro cui attaccare, mentre l'altra esegue il calcio d'inizio, su cui, sempre dal 2016, il pallone è in gioco quando è calciato e si muove chiaramente; inoltre, ancora su calcio d'inizio, è possibile segnare direttamente una rete; per il portiere diventa infine un'infrazione prendere il pallone con le mani dopo averlo ricevuto da un compagno di squadra su rimessa laterale. Nel 1998 viene specificato che il grave fallo di gioco (un fallo commesso con vigoria sproporzionata) è punito con il cartellino rosso, mentre il 1999 vede aggiungere al regolamento la simulazione, punita con l'ammonizione per comportamento antisportivo a partire da quell'anno. Sempre nel 1999 si registrò l'avvento della prova televisiva per rilevare episodi controversi sfuggiti all'arbitro (tra cui, appunto, l'inscenare di aver subito un fallo).

#### Anni 2000-presente

##### Silver goal, modifiche sulle sanzioni disciplinari e diverse norme per i portieri

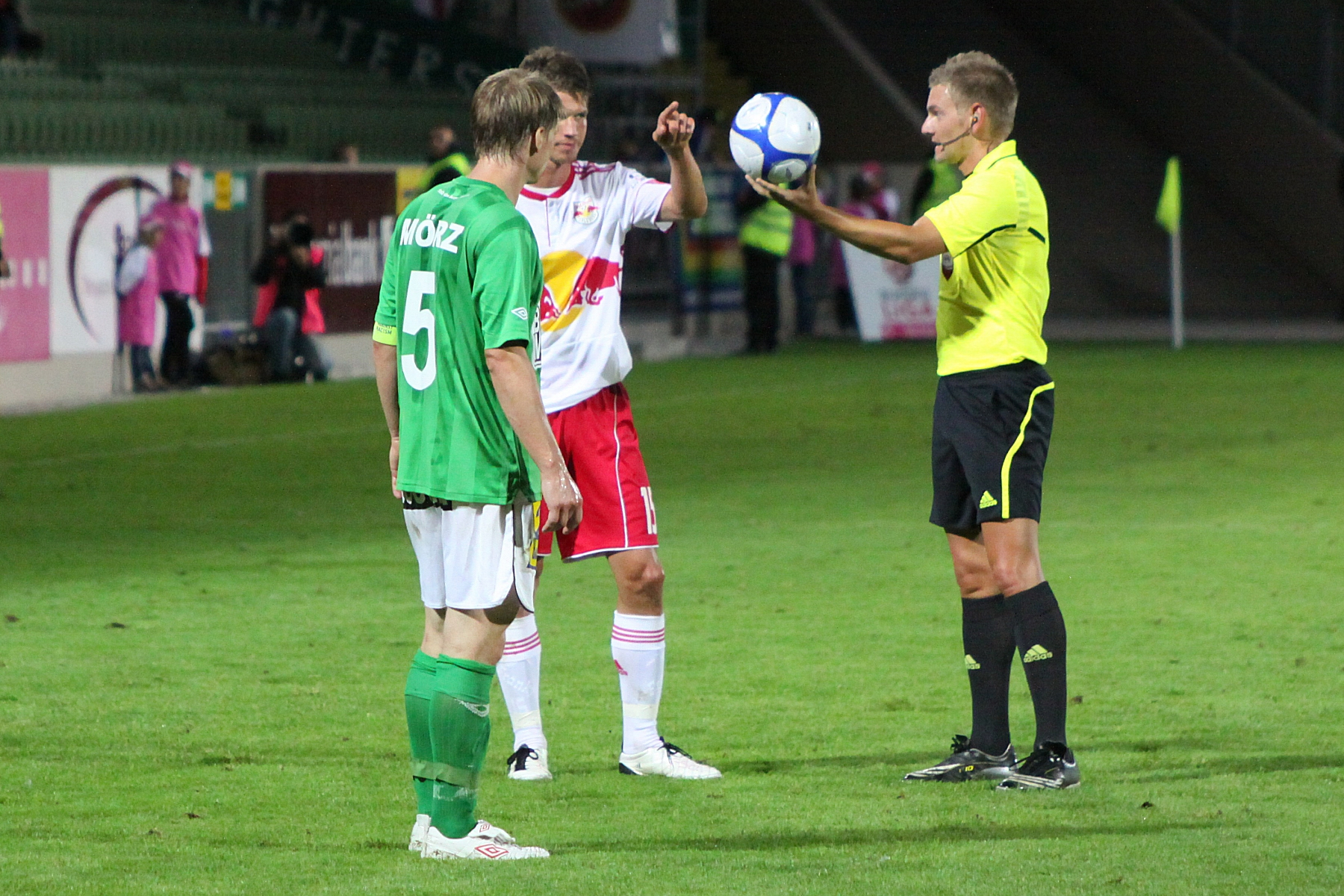
Un arbitro esegue una propria rimessa: dal 2012, su rimessa da parte dell'arbitro non è più possibile segnare direttamente né una rete né un'autorete.

Anche l'avvento del terzo millennio ha portato con sé diverse modifiche, talvolta radicali, all'impostazione del regolamento; il 2000, ad esempio, vide l'abolizione della regola dei quattro passi, sostituita da quella secondo cui il portiere non può tenere il pallone fra le mani per più di sei secondi, pena un calcio di punizione indiretto per la squadra avversaria, mentre l'anno seguente, il 2001, fu precisato che l'utilizzo dei cartellini è ristretto soltanto ai calciatori (titolari, di riserva o sostituiti), e non ai dirigenti, cui non possono dunque essere mostrati. Il 2002 fu un anno importante in tal senso, in quanto vide l'introduzione del silver goal su proposta dall'UEFA: simile al golden goal, se ne differenziava per il fatto che trovandosi in vantaggio allo scadere del primo tempo supplementare la formazione avrebbe vinto al termine del periodo di gioco. La nuova regola venne applicata a partire dal 2003, anno in cui fu anche stabilito che la squadra vincitrice del sorteggio per i tiri di rigore avrebbe potuto decidere se calciare per prima o meno. Nel 2004 sia il golden che il silver goal furono aboliti; successivamente fu decretato che togliersi la maglia, per esultare dopo un gol, fosse un comportamento antisportivo da sanzionare con il cartellino giallo.

##### Modifiche delle regole sulle distanze, equipaggiamenti e fuorigioco
Un'altra novità importante avvenne poi nel 2005: se un calciatore di riserva entra abusivamente sul terreno di gioco, il gioco riprenderà con un calcio di punizione indiretto, per la squadra avversaria, nel punto in cui si trovava il pallone al momento dell'interruzione (la riserva in questione è passibile di ammonizione o espulsione); vi è poi l'introduzione della distanza che gli avversari devono rispettare durante l'esecuzione di una rimessa laterale, fissata a due metri; il 2006 invece corregge un refuso delle precedenti edizioni, stabilendo che, durante un calcio d'angolo, gli avversari devono restare ad almeno 9,15 metri dall'arco d'angolo e non più dal pallone. Dal 2008 le due squadre devono indossare colori che le distinguano non solo tra loro, ma anche dall'arbitro e dai suoi assistenti, mentre a partire dal 2009 un difendente che termini per qualsiasi ragione all'esterno del terreno di gioco deve essere considerato, ai fini del calcolo del fuorigioco, come giacente sul punto della linea perimetrale a lui più prossima, specificazione generatasi a seguito della gara tra Italia e Paesi Bassi ai campionati europei di calcio 2008, in cui si verificò un caso assimilabile a questo.
Dal 2010 vengono formalizzate nel regolamento le finte su calcio di rigore, permesse a meno dell'unico caso in cui il calciatore non arresti la propria rincorsa per indurre il portiere a tuffarsi in una direzione per poi calciare nell'altra; dal 2011, invece, se un animale o un secondo pallone entrano sul terreno di gioco, il gioco sarà interrotto soltanto nel caso essi interferiscano nell'azione: il gioco riprenderà in tal caso con una rimessa da parte dell'arbitro; è inoltre vietato lo scaldacollo. Il 2012 vede un'importante modifica ad una delle riprese di gioco, poiché infatti una rete non sarà convalidata se il pallone, su rimessa da parte dell'arbitro, dopo aver toccato il terreno, è calciato direttamente in una delle due porte; se ciò avviene nella porta avversaria, la rete è annullata e sarà assegnato un calcio di rinvio alla squadra avversaria; se invece viene segnata direttamente un'autorete, ancora una volta questa non sarà valida e un calcio d'angolo sarà assegnato alla squadra avversaria; invece, dal 2013, un calciatore in posizione irregolare sarà punito per infrazione di fuorigioco se giocherà il pallone a seguito di un tocco volontario di un calciatore avversario che configuri il salvataggio di una rete.

##### Innovazioni sul calcio di rinvio, calcio d'inizio e rimesse dell'arbitro
Dall'Europeo 2016, infine, il calcio d'inizio può anche essere battuto all'indietro e non più solo in avanti come avveniva prima. Conseguenza di ciò è che per batterlo è sufficiente un solo giocatore (e non più due giocatori come avveniva in precedenza).
Ad inizio 2019 l'IFAB emana diverse nuove norme per contrastare le perdite di tempo, ma anche per favorire un gioco più corretto e spettacolare. Tra le più sostanziali, viene cambiato il calcio di rinvio, nel quale il pallone viene considerato in gioco dal momento del tocco e può essere giocato anche dentro l'area, vengono reintrodotti i cartellini anche per allenatore e staff, sparisce la "palla contesa" in caso di interruzione (l'arbitro consegnerà direttamente il pallone alla squadra che aveva il possesso) e viene introdotto il divieto di ostacolo della barriera nei calci di punizione. Per velocizzare il gioco, poi, un calciatore sostituito dovrà lasciare il campo dal punto più vicino della linea di fondo o laterale.

###### Introduzione della  tecnologia: il VAR
A partire dal 2016, l'IFAB ha avviato una fase di sperimentazione dell’assistenza arbitrale tramite tecnologia video, nota come VAR (Video Assistant Referee), con l’obiettivo di ridurre gli errori gravi in quattro specifiche circostanze: assegnazione di reti, calci di rigore, espulsioni dirette e scambio d’identità. Il primo utilizzo ufficiale risale a un’amichevole tra Italia e Francia nel settembre 2016, mentre nei tornei per club la prima applicazione concreta è avvenuta nei Paesi Bassi durante la KNVB Cup dello stesso anno.
Dopo una fase sperimentale, il 3 marzo 2018 l’IFAB ha approvato l’integrazione del VAR nelle Regole del Gioco, rendendolo disponibile a tutte le competizioni che ne garantissero l’infrastruttura tecnica. L’utilizzo su larga scala è stato avviato con la Coppa del Mondo FIFA 2018 in Russia, dove il sistema ha supportato l’arbitro nelle decisioni chiave, secondo un protocollo che prevede l'intervento del VAR solo in caso di chiaro errore evidente.
IIl protocollo stabilisce che la decisione finale rimanga sempre in capo all’arbitro centrale, che può rivedere le immagini a bordo campo (on-field review) prima di confermare o correggere la propria decisione. L’introduzione della tecnologia VAR ha comportato un adattamento nel flusso di gioco, richiedendo tempi di revisione talvolta prolungati, ma ha contribuito a una riduzione significativa delle decisioni arbitrali errate L’introduzione della tecnologia VAR ha comportato un adattamento nel flusso di gioco, richiedendo tempi di revisione talvolta prolungati, ma ha contribuito a una riduzione significativa delle decisioni arbitrarie errate.

## Struttura attuale delle regole del gioco
(Michel Vautrot)
È spesso citato il buonsenso come diciottesima regola; la denominazione è stata usata in passato anche da Michel Vautrot, membro della FIFA, il quale la descrive come la necessità dell'arbitro di agire con intelligenza e sapendo leggere lo spirito della gara. Con tal significato il buonsenso è inteso anche attualmente ed è citato ancor ora come diciottesima regola del calcio; il dovere degli arbitri di dirigere le gare secondo lo spirito del gioco e in accordo con il buonsenso è rimarcato all'inizio della Regola 5, e ribadito con più precisione alle linee guida finali per ufficiali di gara (dove, ad esempio, si stabilisce che ai livelli inferiori del calcio l'arbitro dovrà comunque far giocare una gara anche in presenza di piccole imprecisioni sulla struttura del terreno di gioco, quali la mancanza di una o più bandierine d'angolo o un'inaccurata segnatura del terreno stesso).
Il regolamento del gioco del calcio è edito in quattro lingue ufficiali: inglese, francese, tedesco e spagnolo: in caso di divergenza tra i testi normativi, la lingua di riferimento è quella inglese. Il testo inglese corrente è suddiviso in più sezioni: un'introduzione, che raccoglie la storia dell'IFAB,, la sua struttura e funzionamento e un background che spiega la revisione del regolamento avvenuta nel 2016; segue poi il regolamento vero e proprio, corredato dalle linee guida per ufficiali di gara, da un glossario dei termini calcistici più usati e da una sezione che spiega, modifica dopo modifica, la ragione di tutti i cambiamenti sopravvenuti nella stagione 2016-2017. In particolare, il testo regolamentare è ulteriormente suddiviso nelle seguenti 17 regole:
1. Il terreno di gioco;
2. Il pallone;
3. I calciatori;
4. L'equipaggiamento dei calciatori;
5. L'arbitro;
6. Gli altri ufficiali di gara;
7. La durata della gara;
8. L'inizio e la ripresa del gioco;
9. Pallone in gioco e non in gioco;
10. L'esito di una gara;
11. Il fuorigioco;
12. Falli e scorrettezze;
13. Calci di punizione;
14. Il calcio di rigore;
15. La rimessa dalla linea laterale;
16. Il calcio di rinvio;
17. Il calcio d'angolo.

Tale struttura è variata negli anni. Pur mantenendo intatto il formato in 17 regole, le versioni precedenti del testo mostravano infatti una diversa presentazione dei contenuti: la versione del 2003, ad esempio, in aggiunta alle regole presentava unicamente un elenco di decisioni dell'IFAB relative ad alcune casistiche particolari e alcune generiche istruzioni per arbitri ed assistenti. L'edizione del 2006 vede poi la comparsa della Guida Pratica IFAB, un elenco di domande di casistica redatte direttamente dall'IFAB, e in Italia della Guida Pratica AIA, più centrata su questioni di carattere amministrativo e burocratico delle gare, redatte invece dall'AIA. È infine nel 2009 che scompare la prima delle due guide pratiche, per essere sostituita dalle "Interpretations of the laws of the game", tradotte in "Interpretazione delle regole del gioco e linee guida per arbitri" nella versione italiana; queste resisteranno fino al 2016, quando la sezione regolamentare vera e propria sarà accorpata a quella delle interpretazioni in un unico testo.

## Dettaglio delle regole del gioco

Misure di un campo da calcio secondo quanto stabilito dalle regole del gioco

### Il terreno di gioco
La Regola 1 contempla il terreno di gioco. La gara si svolge su un terreno completamente naturale o artificiale, di forma rettangolare e demarcato da linee di colore bianco; le due linee più lunghe sono dette linee laterali, le più corte linee di porta; i due punti medi delle linee laterali sono uniti da una linea detta linea mediana, con centro nel punto medio della quale è tracciata una circonferenza di raggio pari a 9,15 metri detta cerchio centrale. Tutte le linee devono essere della stessa dimensione, non superiore ai 12 centimetri e di spessore uguale a quello dei pali della porta. Le linee laterali devono essere più lunghe di quelle di porta: le linee laterali possono andare da un minimo di 90 metri a un massimo di 120 metri (da 100 a 110 metri per gare internazionali), mentre quelle di porta possono andare da un minimo di 45 metri a un massimo di 90 metri (da 64 a 75 metri per gare internazionali).
Due porte sono piazzate al centro di ciascuna linea di porta, ciascuna costituita da una struttura rettangolare formata da due pali verticali alti 2,44 metri, distanti tra di loro 7,32 metri e uniti da una sbarra trasversale alla loro sommità della stessa lunghezza. Pali e traversa devono essere bianchi, di forma quadrata, rettangolare, circolare o ellittica. Davanti a ciascuna porta è tracciata un'area rettangolare detta area di porta, larga 18,32 metri e che si estende per 5,5 metri verso l'interno del terreno di gioco; quest'area è essa stessa all'interno di un'area rettangolare più grande, larga 40,32 metri e che si estende per 16,5 metri verso l'interno del terreno di gioco, detta area di rigore. Dentro ciascuna area è segnato il punto del calcio di rigore, a 11 metri dalla linea di porta ed equidistante dai pali; un arco di circonferenza di raggio 9,15 metri è tracciato, con centro nel punto del calcio di rigore, all'esterno di ciascuna area di rigore.
Con centro in ciascun vertice del terreno di gioco è tracciato un quarto di circonferenza sul terreno di gioco detto arco d'angolo, che racchiude un'area denominata area d'angolo; a ogni vertice del terreno di gioco è inoltre infissa una bandierina, detta bandierina d'angolo, di altezza non inferiore ad 1,5 metri.

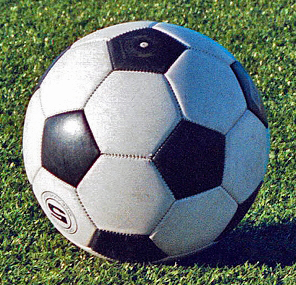
Pallone da calcio regolamentare: la texture bianconera su icosaedro troncato è la più comune, ma non è l'unica possibile: i palloni possono presentare le texture più disparate ed essere di qualsiasi colore.

### Il pallone
La Regola 2 riguarda il pallone; questo deve essere di forma sferica, e deve rispettare le caratteristiche descritte entro la seguente tabella:
| Forma                        | Sferica                 |
| Materiale                    | Materiale approvato     |
| Circonferenza minima/massima | 68 cm - 70 cm           |
| Peso minimo/massimo          | 410 grammi - 450 grammi |
| Pressione minima/massima     | 0,6 atm - 1,1 atm       |

Il pallone non può essere sostituito durante una gara senza l'assenso dell'arbitro. Normalmente, se il pallone esplode durante l'esecuzione di una ripresa di gioco, questa dovrà essere ripetuta; se però il pallone esplode successivamente alla sua esecuzione, o durante il normale corso del gioco, questo sarà interrotto e ripreso con una rimessa da parte dell'arbitro. Tuttavia, dal 2011, se il pallone diventa difettoso durante l'esecuzione di un calcio di rigore o di un tiro di rigore, l'arbitro non riprenderà la gara con una propria rimessa ma ordinerà la ripetizione del rigore. Altre innovazioni al pallone si sono avute a partire dal 2013, quando ha avuto inizio la sperimentazione ufficiale della tecnologia sulla linea di porta: questa richiede dei palloni specifici che posseggano le caratteristiche elettroniche atte all'individuazione del pallone all'interno del terreno di gioco da parte del sistema per determinare la segnatura o meno di una rete, il che ha portato l'IFAB a permettere l'utilizzo di palloni con tecnologia adatta integrata al loro interno.

### I calciatori
La Regola 3 tratta dei calciatori. I calciatori che si trovano sul terreno di gioco, detti titolari, devono essere non più di undici (uno dei quali giocherà da portiere) e non meno di sette all'inizio e durante tutto il corso di una gara. I calciatori che cominciano una gara possono comunque essere sostituiti da dei calciatori di riserva, in numero da tre a dodici per ogni squadra; possono essere usate fino a cinque sostituzioni per gare ufficiali, e fino a sei per ogni altro tipo di gara; un calciatore che è sostituito non può più subentrare sul terreno di gioco, a meno che il rientro non sia espressamente previsto dal regolamento della competizione e questa sia giocata ai livelli inferiori del calcio. Una sostituzione può effettuarsi soltanto durante un'interruzione di gioco, e purché l'arbitro ne sia stato preventivamente informato. La sostituzione si considera completata non appena il calciatore subentrante entra sul terreno di gioco, dopo che il sostituito lo ha lasciato. Un calciatore che si trova sul terreno di gioco può anche prendere il posto del portiere in qualsiasi momento della gara, purché la sostituzione avvenga a pallone non in gioco e l'arbitro ne sia stato informato.
In genere, un'infrazione a questa Regola comporta l'ammonizione dei calciatori coinvolti; il gioco riprende con un calcio di punizione indiretto dal punto in cui si trovava il pallone al momento dell'interruzione. Qualora però l'infrazione sia relativa al lasciare, all'entrare o al rientrare sul terreno di gioco senza permesso, valgono le disposizioni contenute nella seguente tabella:
|                                                                        | Calciatore di riserva                                                                                          | Calciatore titolare sul terreno di gioco                                                                                 | Calciatore titolare momentaneamente all'esterno del terreno di gioco                                                                                   | Dirigente di una delle squadre                                                               | Persona estranea                                                   |
| ---------------------------------------------------------------------- | --- | --- | --- | -------------------------------------------------------------------------------------------- | ------------------------------------------------------------------ |
| Entra abusivamente sul terreno di gioco senza interferire con il gioco | Ammonizione per comportamento antisportivo; calcio di punizione indiretto dal punto dove si trovava il pallone | - | Ammonizione per essere rientrato sul terreno di gioco senza l'assenso dell'arbitro; calcio di punizione indiretto dal punto dove si trovava il pallone | Allontanamento dal recinto di gioco; rimessa da parte dell'arbitro                           | Allontanamento dal recinto di gioco; rimessa da parte dell'arbitro |
| Entra abusivamente sul terreno di gioco ed interferisce con il gioco   | Ammonizione per comportamento antisportivo; calcio di punizione diretto dal punto dell'interferenza            | - | Ammonizione per essere rientrato sul terreno di gioco senza l'assenso dell'arbitro; calcio di punizione indiretto dal punto dove si trovava il pallone | Allontanamento dal recinto di gioco; calcio di punizione diretto dal punto dell'interferenza | Allontanamento dal recinto di gioco; rimessa da parte dell'arbitro |
| Commette un'infrazione all'esterno del terreno di gioco                | Rimessa da parte dell'arbitro                                                                                  | Ammonizione per aver abbandonato il terreno di gioco; calcio di punizione indiretto dal punto dove si trovava il pallone | Rimessa da parte dell'arbitro | Rimessa da parte dell'arbitro                                                                | -                                                                  |

1. ↑  Ad esempio per riprendersi da un infortunio, oppure perché rotolato oltre una linea perimetrale durante il normale corso di un'azione di gioco
2. 1 2  Essendo già all'interno del terreno di gioco, non può entrarvi abusivamente
3. 1 2 3 4 5 6  Dal punto in cui si trovava il pallone al momento dell'interruzione del gioco
4. ↑  Se però il calciatore esce dal terreno di gioco come parte di un'azione, e commette un'infrazione al suo esterno contro un calciatore titolare avversario, il gioco riprenderà con un calcio di punizione, diretto o indiretto a seconda della natura dell'infrazione, da eseguirsi dal punto della linea laterale o di porta più vicino a quello dove è stata commessa l'infrazione; se nelle stesse circostanze questa è stata commessa contro una persona diversa da un calciatore titolare avversario, la gara riprenderà con una rimessa da parte dell'arbitro dal punto in cui si trovava il pallone al momento dell'interruzione
5. ↑  Non essendo calciatori o dirigenti, non possono commettere "infrazioni" nel senso precisato dal regolamento; se dovessero causare degli incidenti all'esterno del terreno di gioco per cui l'arbitro dovesse interrompere un'azione, sarebbero allontanati dal recinto di gioco e lo stesso riprenderebbe con una rimessa da parte dell'arbitro dal punto in cui si trovava il pallone al momento dell'interruzione

È inoltre fatto obbligo che ogni squadra abbia sempre sul terreno di gioco un capitano, il quale è responsabile delle azioni dei propri compagni di squadra ed è l'unico con il potere di interpellare l'arbitro durante la gara per chiedere delucidazioni sulle sue decisioni.

### L'equipaggiamento dei calciatori
L'equipaggiamento dei calciatori è dettato dalla Regola 4 del regolamento. L'equipaggiamento di base comprende maglia con maniche, calzoncini, calzettoni, parastinchi e scarpe. Qualunque altro oggetto non è consentito, a meno che non sia stato autorizzato dall'arbitro. È inoltre assolutamente vietato indossare monili o gioielli, in quanto pericolosi per sé e per gli altri calciatori; anche gli arbitri devono osservare lo stesso divieto, con la sola eccezione dell'orologio (o del cronometro) per la misurazione del tempo di gara. I colori delle maglie delle due squadre devono essere differenti e distinguibili tra loro: devono inoltre essere diversi da quelli degli ufficiali di gara; ciascun portiere deve portare una maglia di colore diverso rispetto a quella indossata dai compagni di squadra, dagli avversari e dagli ufficiali di gara.

### L'arbitro
L'arbitro è colui che, durante la gara, ne assicura il regolare svolgimento e fa in modo che i calciatori rispettino il regolamento; le sue decisioni sono insindacabili e inappellabili, e modificabili soltanto nel caso in cui l'arbitro stesso si renda conto della loro erroneità. Il suo ruolo e il suo operato sono disciplinati dalla Regola 5.
L'arbitro funge da cronometrista, segnala le infrazioni, indica la ripresa di gioco dopo ogni interruzione, fa soccorrere i calciatori infortunati, sanziona disciplinarmente i calciatori dopo una scorrettezza, decreta la segnatura delle reti e invia alle autorità competenti, al termine di ogni gara, un referto che riassume le decisioni prese ed il risultato della gara. Fra i poteri che direttamente concernono lo svolgimento del gioco troviamo anche quello di punire l'infrazione più grave quando vengono commesse simultaneamente più infrazioni e quello di lasciar proseguire il gioco dopo un'infrazione se reputa che, interrompendolo, la squadra che beneficerebbe della seguente punizione tecnica ne sarebbe in realtà svantaggiata. Questo si traduce in ciò che è chiamata la norma del vantaggio; se questo vantaggio però non si concretizza entro due o tre secondi, l'arbitro può sempre tornare indietro nelle proprie decisioni e sanzionare il fallo precedente. Se il fallo su cui è stato concesso il vantaggio era inoltre anche una scorrettezza, ovvero era meritevole di cartellino, tale cartellino sarà mostrato alla prima interruzione del gioco. L’arbitro eventualmente può essere squalificato e sospeso dalla sua funzione per un tempo definito in base alle infrazioni commesse.

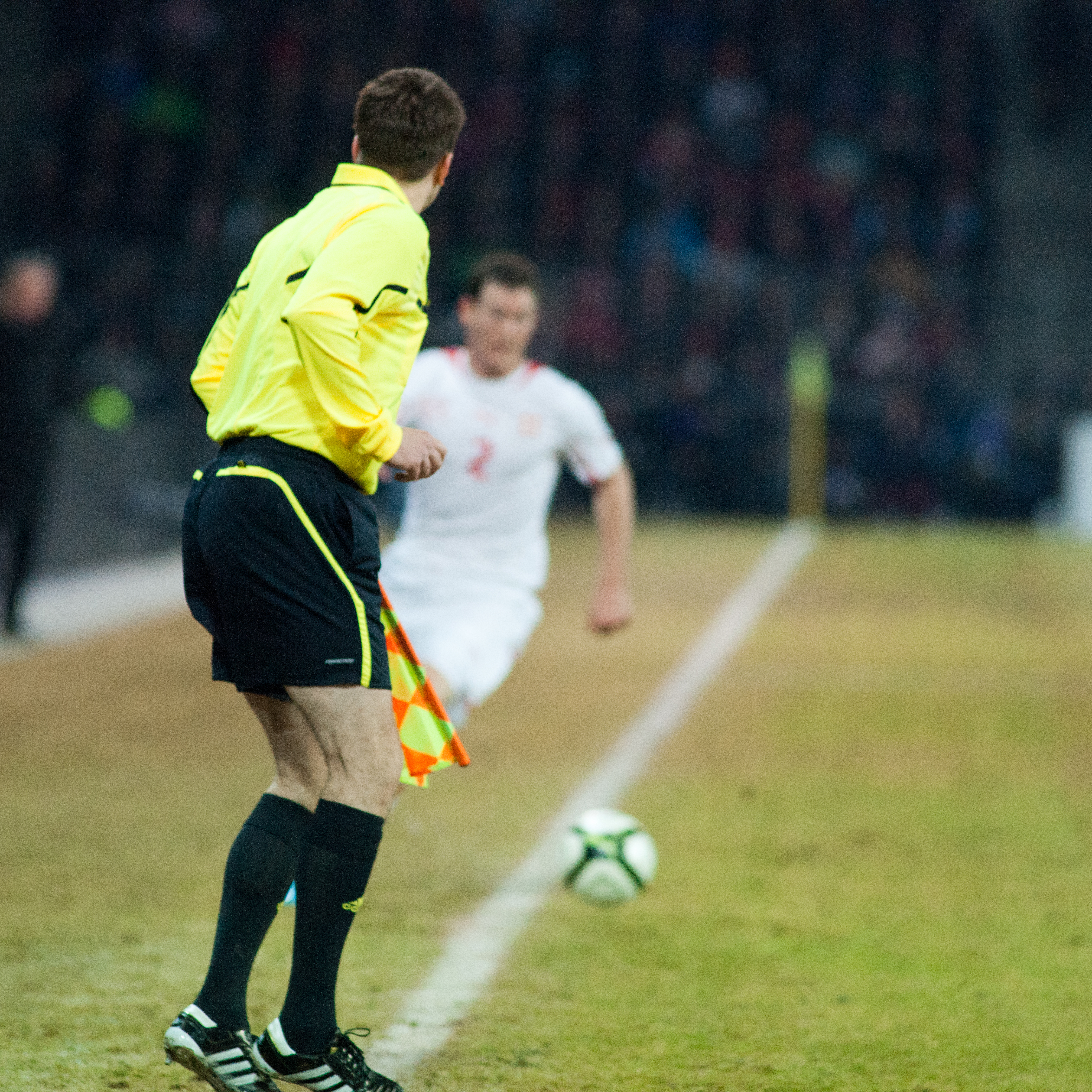
Assistente arbitrale durante la gara Svizzera-Argentina (29 febbraio 2012): grazie alla bandierina che tiene in mano può facilmente segnalare all'arbitro se un calciatore ha commesso infrazione di fuorigioco o se, come in questo caso, il pallone è o meno uscito dal terreno di gioco, varcando la linea laterale.

### Gli altri ufficiali di gara
Gli altri ufficiali di gara sono coloro che aiutano l'arbitro nella direzione di una gara. I loro doveri sono definiti alla Regola 6 e riguardano ambiti quali il segnalare quando il pallone è uscito dal terreno di gioco, il fuorigioco, viene richiesta una sostituzione, il segnalare all'arbitro infrazioni di cui non si è reso conto o il segnalare se, durante un calcio di rigore, il portiere si è mosso prima dell'esecuzione dello stesso, e se il pallone sia entrato in rete o meno.
In Italia, nelle categorie inferiori al posto degli assistenti ufficiali dell'arbitro possono trovarsi degli assistenti di parte, ovvero due tesserati, ciascuno per società, che assolvono ad alcune delle funzioni degli assistenti ufficiali, come il segnalare quando il pallone ha oltrepassato le linee laterali o quelle di porta; a bordo campo può essere presente un assistente dell'arbitro detto quarto ufficiale (o quarto uomo) che interviene anche in sostituzione del direttore di gara quando questo subisce un infortunio o un malore e non può proseguire nell'espletamento delle sue funzioni. Per limitare episodi di gol fantasma e falli dubbi in area, dal 2010 la UEFA, sperimentandoli due anni in UEFA Europa League e successivamente in UEFA Champions League, ha introdotto gli arbitri addizionali d'area; saranno usati successivamente anche a EURO 2012 in Polonia ed Ucraina. Posizionati accanto alla porta stessa hanno il dovere di aiutare l'arbitro nel caso in cui esso non si accorga della segnatura di una rete, o in caso di episodi dubbi in area di rigore. Dopo oltre tre anni di sperimentazione, compaiono per la prima volta anche in Serie A in occasione del campionato 2012-2013, e sono confermati anche nel campionato 2013-2014.

### La durata della gara
La Regola 7 stabilisce la durata di una gara. Essa deve essere composta da due periodi di gioco di 45 minuti ciascuno, separati da un intervallo di durata non maggiore di 15 minuti. Per le categorie Allievi U16 il tempo sarà di 40 minuti, per i Giovanissimi U15 di 35. Il tempo perso durante una gara, per qualunque motivo (es. infortunio di un calciatore, provvedimenti disciplinari ecc.), deve essere recuperato al termine di ogni tempo.
Il tempo di recupero è stato introdotto dopo ciò che successe in una partita del 1892 tra Stoke e Aston Villa: in quella gara, infatti, lo Stoke, che stava perdendo 1-0, aveva conquistato un calcio di rigore a due minuti dalla fine; ma il portiere dell'Aston Villa, William Dunning, calciò il pallone fuori dal campo e prima che si riuscisse a ritrovarlo l'arbitro fu costretto a decretare la fine della partita, essendo già passato il 90º minuto.
Ciascuno dei tempi deve essere prolungato per eseguire un eventuale calcio di rigore assegnato proprio allo scadere. In tale situazione, la gara termina non appena il calcio di rigore ha sortito il proprio effetto, ovvero è stato realizzato, o il pallone è stato bloccato efficacemente dal portiere, o è terminato all'esterno del terreno di gioco, o è rimbalzato indietro sul terreno di gioco a seguito della deviazione del portiere o di un palo o della traversa, oppure ha esaurito il proprio movimento e si è fermato da sé.

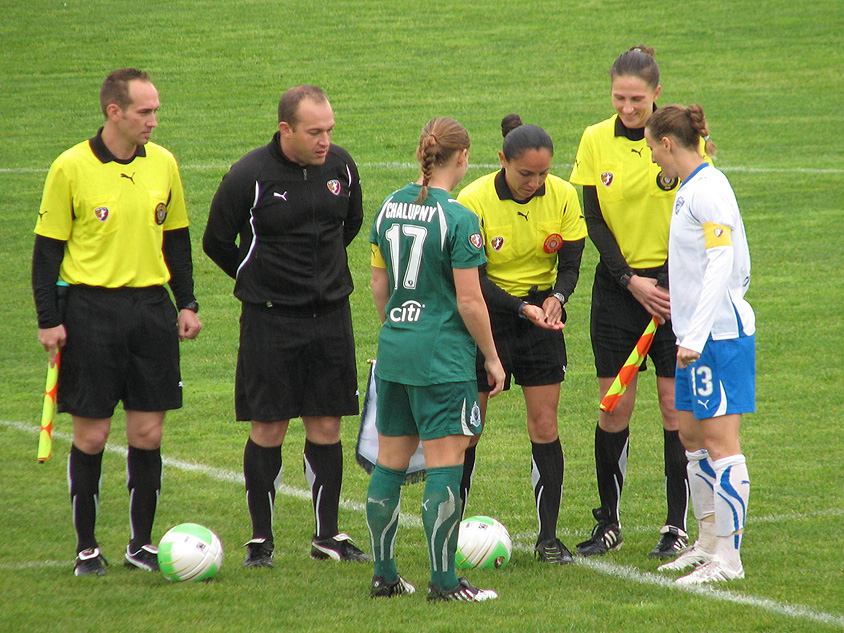
A inizio gara, l'arbitro effettua il sorteggio con la monetina tra i due capitani

### L'inizio e la ripresa del gioco
La Regola 8 prevede come il gioco debba iniziare e come debba essere ripreso dopo un'interruzione. In particolare, cita il calcio d'inizio e la rimessa da parte dell'arbitro.
Il calcio d'inizio è un modo per iniziare e riprendere il gioco, all'inizio di ciascuno dei tempi, ivi compresi i supplementari, e dopo che è stata segnata una rete. All'inizio di ciascuna gara, l'arbitro lancia una monetina, effettuando un sorteggio tra i capitani delle due formazioni: la squadra vincitrice sceglierà se avere il primo possesso oppure contro quale porta attaccare. Tutti i calciatori della squadra avversaria a quella che esegue il calcio d'inizio devono stare ad almeno 9,15 metri dal pallone (ovvero all'esterno del cerchio centrale del terreno di gioco) fino a che il pallone non sia in gioco, ovvero fino a quando non è stato calciato e si è mosso chiaramente; ogni calciatore deve inoltre essere all'interno della propria metà del terreno di gioco ad esclusione del calciatore di centrocampo che può anche oltrepassare la linea. Una rete può essere segnata direttamente su calcio d'inizio, ma unicamente contro la squadra avversaria: se venisse segnata direttamente un'autorete dopo che il pallone è stato correttamente messo in gioco, questa sarebbe annullata e un calcio d'angolo sarebbe assegnato alla squadra avversaria. Un calciatore non deve essere ammonito, comunque, se non rispetta la distanza prevista su calcio d'inizio. Per ogni altra infrazione alla procedura, il calcio d'inizio deve essere ripetuto.
La rimessa da parte dell'arbitro è, invece, un metodo per riprendere il gioco dopo che questo è stato interrotto per una qualsiasi ragione che non è strettamente prevista alle regole del gioco, o per altre cause contemplate al regolamento stesso in cui questa ripresa di gioco è comunque prevista. L'arbitro lascia cadere il pallone a terra per il portiere della squadra difendente nella propria area di rigore se, quando il gioco è stato interrotto, il pallone era nell'area di rigore oppure l’ultimo tocco del pallone è avvenuto nell'area di rigore. In tutti gli altri casi, l’arbitro lascia cadere il pallone a terra per un calciatore della squadra che per ultima ha toccato il pallone nel punto in cui questo è stato toccato per ultimo da un calciatore, da un “corpo estraneo” o da un ufficiale di gara. Tutti gli altri calciatori di entrambe le squadre devono rimanere ad almeno 4 m dal pallone fino a quando esso non sia in gioco. Il pallone è in gioco non appena tocca il terreno.

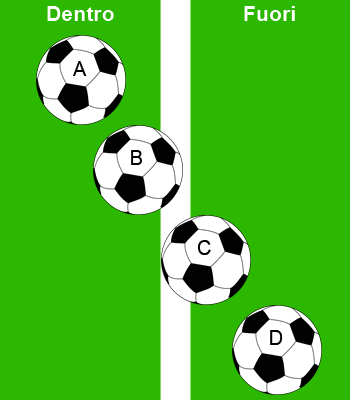
I palloni A, B e C sono in gioco. Il pallone D, invece, essendo completamente oltre la linea perimetrale del terreno di gioco, non è più in gioco.

### Pallone in gioco e non in gioco
La Regola 9 stabilisce quando il pallone sia in gioco e quando non in gioco. Il pallone entra in gioco all'inizio della gara quando viene calciato e si muove in qualsiasi direzione su calcio d'inizio, e da allora non è in gioco soltanto quando supera interamente una delle linee perimetrali, sia in terra che in aria, o quando il gioco è stato interrotto dall'arbitro. È invece in gioco in tutti gli altri casi, compreso quando rimbalza sul terreno di gioco dopo aver colpito un palo, una traversa, una bandierina d'angolo, l'arbitro o un suo assistente ufficiale sul terreno di gioco. La motivazione addotta dalle regole del gioco per questi due ultimi casi è quella secondo cui, dopotutto, sia arbitro che assistenti fanno parte del gioco.
Il regolamento distingue dunque ora tra decisioni tecniche e decisioni disciplinari: le decisioni tecniche sono quelle relative alle riprese di gioco (ad esempio, assegnare un calcio di punizione indiretto a seguito di un gioco pericoloso), mentre una decisione disciplinare è il mostrare un cartellino giallo o rosso. Grazie a questa divisione, la nona regola stabilisce che, per fatti avvenuti a pallone in gioco, possono essere presi sia provvedimenti tecnici che disciplinari; al contrario, quando il pallone non è in gioco possono essere presi soltanto provvedimenti disciplinari. Se dunque ad esempio mentre il pallone è in gioco un calciatore colpisce violentemente un avversario, questi sarà espulso e sarà punito con un calcio di punizione diretto in favore della squadra avversaria; ma se il fatto avviene a pallone non in gioco (es. dopo che aveva varcato una linea laterale), il calciatore sarà espulso come prima, ma non potrà essere assegnato alcun calcio di punizione e il gioco riprenderà, seguendo l'esempio, con una rimessa dalla linea laterale.

### L'esito di una gara
La Regola 10 disciplina l'esito di una gara. Una rete viene segnata quando il pallone oltrepassa interamente, sia a terra, sia in aria, la linea di porta compresa fra i pali e sotto la traversa, a patto che la squadra autrice della rete non abbia commesso infrazioni alle regole durante l'azione. Una rete non può essere segnata direttamente calciando o lanciando il pallone nella porta avversaria a seguito di un calcio di punizione indiretto, di una rimessa dalla linea laterale o di una rimessa da parte dell'arbitro: se ciò accadesse, questa sarebbe annullata e il gioco riprenderebbe con un calcio di rinvio per la squadra avversaria. In nessun caso è valida un'autorete segnata direttamente da una qualsiasi ripresa di gioco: dovendo ciò succedere, essa sarà annullata e si concederà un calcio d'angolo alla squadra avversaria. Non è necessario che l'arbitro fischi per convalidare una rete, ma se ciò dovesse accadere e l'arbitro dovesse fischiare, per errore, prima che il pallone abbia varcato la linea, la rete non potrà essere convalidata e il gioco riprenderà con una rimessa da parte dell'arbitro dal punto in cui si trovava il pallone al momento del fischio erroneo. Un portiere non può segnare una rete valida lanciando il pallone con le mani dalla propria area di rigore direttamente all'interno della porta avversaria, l'arbitro annullerà la rete e accorderà un calcio di rinvio alla squadra avversaria.

Esempio di posizione di fuorigioco che sarebbe fischiata (diventando infrazione) contro la squadra blu se il calciatore in possesso del pallone lo passasse al suo compagno che si trova al di là della linea tratteggiata

### Il fuorigioco
La Regola 11 disciplina il fuorigioco (offside in inglese). Un calciatore si trova in posizione di fuorigioco quando è più vicino alla linea di porta avversaria sia rispetto al pallone, sia rispetto al penultimo avversario; essere in posizione di fuorigioco non è di per sé un'infrazione: lo diventa quando un calciatore, essendo in posizione di fuorigioco, commette una qualunque di queste sei azioni quando un suo compagno gli calcia il pallone:
- interviene nel gioco, ovvero tocca il pallone;
- interferendo con un avversario: l'influenzare un avversario era in passato definito dall'ostruire il suo cono visivo o compiere gesti che lo distraessero; dal 2013, invece, un calciatore "influenza un avversario", e dunque sarà punito per fuorigioco se:
  - ostruisce la sua linea di visione dell'avversario (ovvero si trovi sulla linea che congiunge l'avversario con il pallone, bloccandogli la visuale), oppure quando si trovi vicino a lui e attivamente si prodighi per contendergli il pallone;[164]
  - contendendo il pallone;
  - tentando chiaramente di giocare il pallone che gli è vicino quando questa azione impatta sull'avversario;
  - facendo un'evidente azione che chiaramente impatta sulla capacità dell'avversario di giocare il pallone;
- trae vantaggio dalla sua posizione, ovvero, per regolamento, tocca il pallone che è stato rimbalzato da un avversario, da un palo, dalla traversa, da una bandierina d'angolo, dall'arbitro o da un suo assistente sul terreno di gioco; per quanto riguarda la deviazione dell'avversario, dal 2013 un calciatore in posizione di fuorigioco trae vantaggio dalla propria posizione soltanto se la deviazione del difendente è involontaria;[N 4] l'unico caso in cui una deviazione volontaria di un difendente ancora configuri fuorigioco è il caso del deliberate save, ovvero il caso in cui un difendente tocchi volontariamente il pallone per evitare la segnatura di una rete.[164]

Non è invece passibile di infrazione di fuorigioco un giocatore che, anche commettendo una delle sei azioni precedentemente descritte essendo in posizione irregolare al momento del passaggio di un compagno, si trovi ancora nella propria metà campo, oppure nel caso in cui riceva il pallone direttamente da un calcio di rinvio, da un calcio d'angolo o da una rimessa laterale. Nel caso di un'infrazione di fuorigioco, l'arbitro interrompe il gioco e lo riprende con un calcio di punizione indiretto in favore della squadra avversaria da eseguirsi nel punto in cui è avvenuta l'infrazione.
Un calciatore in posizione irregolare potrebbe voler evitare che i suoi compagni gli passino il pallone per non commettere un'infrazione, e dunque potrebbe voler uscire dal terreno di gioco per mostrare a tutti la sua inattività: questo è permesso dal regolamento, ma in tal caso dovrà chiedere il permesso all'arbitro per rientrare. Se ciò non dovesse accadere, si provvederà contro di lui come da Regola 3 per i calciatori titolari momentaneamente all'esterno del terreno di gioco che rientrano abusivamente. Per quanto invece concerne i calciatori difendenti, se un difendente esce (involontariamente) dal terreno di gioco, ai fini del calcolo del fuorigioco dovrà considerarsi come se giacesse sul più vicino punto della linea perimetrale a lui più prossima: se inoltre l'uscita è anche volontaria, il calciatore sarà ammonito alla prima interruzione del gioco per aver abbandonato volontariamente il terreno di gioco.

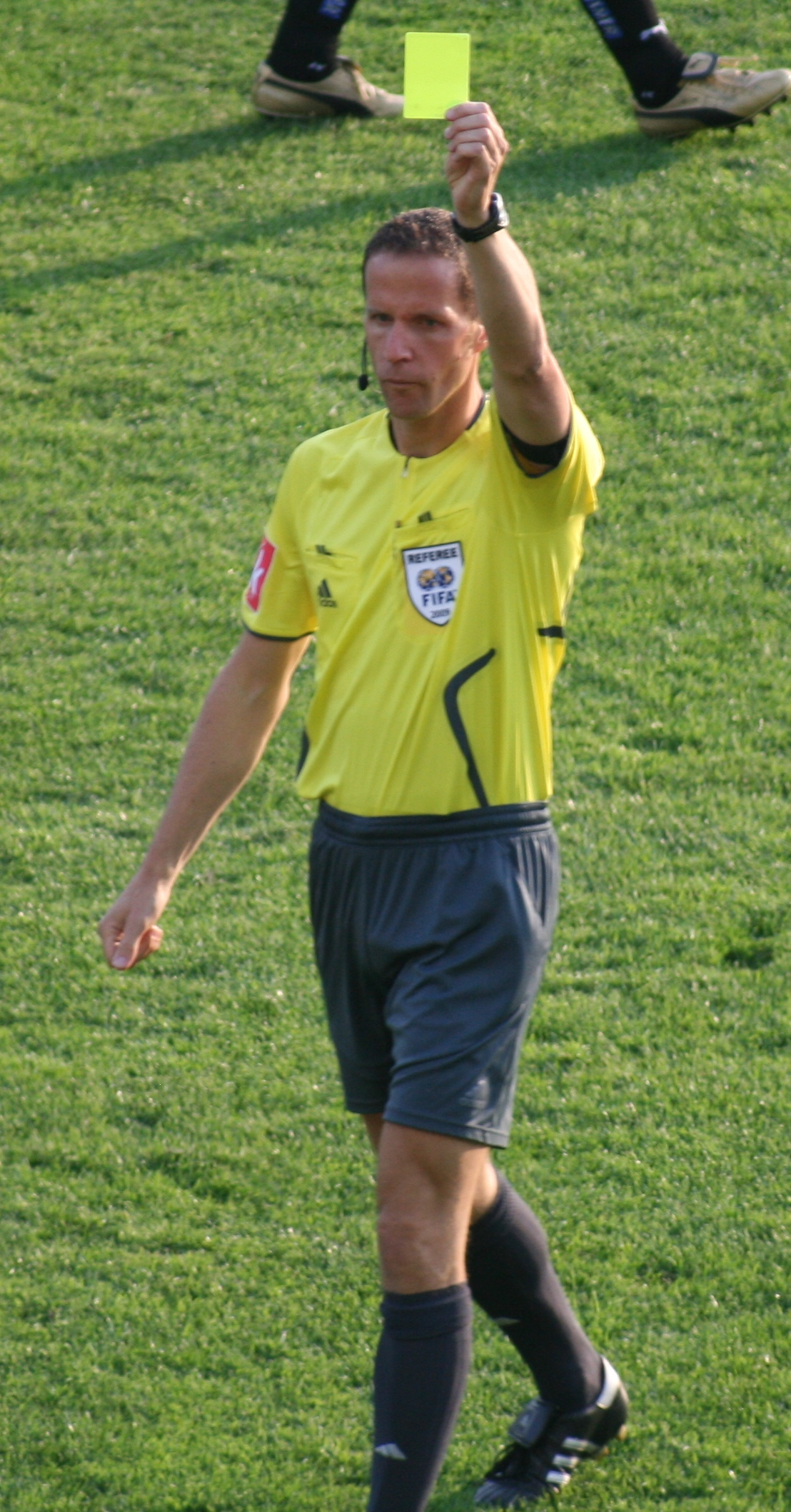
Immagine dell'arbitro Robert Schörgenhofer mentre commina un'ammonizione a seguito di una scorrettezza

### Falli e scorrettezze
(La Regola 12 del regolamento si occupa della descrizione dei falli e delle scorrettezze. I falli sono tutte quelle infrazioni alle regole del gioco che possono essere punite tecnicamente, ovvero tali per cui l'arbitro ha la facoltà di interrompere il gioco per assegnare contro il calciatore o un calcio di punizione o un calcio di rigore; la descrizione regolamentare è però più restrittiva, in quanto un'infrazione, per essere un fallo, deve essere stata commessa da un calciatore titolare contro la squadra avversaria a pallone in gioco e sul terreno di gioco; deve inoltre essere una tra le infrazioni espressamente elencate alla presente regola. Le scorrettezze sono invece tutte quelle infrazioni passibili di provvedimento disciplinare, ovvero cartellino giallo o rosso. I due insiemi sono indipendenti e possono dunque esistere falli che non siano scorrettezze, scorrettezze che non siano falli, infrazioni che non siano nessuna delle due cose o che lo siano entrambi contemporaneamente.
Le infrazioni che, secondo le restrizioni prima elencate, possono configurare un fallo passibile di calcio di punizione diretto sono le seguenti:
- dare o tentare di dare un calcio ad un avversario;[N 5]
- fare o tentare di fare uno sgambetto ad un avversario;[N 5]
- colpire o tentare di colpire (compreso con la testa) un avversario;[N 5]
- saltare su di un avversario;[N 5]
- caricare un avversario;[N 5]
- spingere un avversario;[N 5]
- effettuare un tackle o un contrasto su un avversario;[N 5]
- trattenere un avversario;[N 6]
- sputare contro un avversario;[N 6]
- toccare volontariamente il pallone con le mani (eccetto portieri);[N 6]
- ostacolare un avversario venendo a contatto con lui.

Le seguenti sono invece le infrazioni passibili di calcio di punizione indiretto, che possono ancora una volta divenire falli se si verificano le condizioni elencate prima:
- giocare in modo pericoloso;
- ostacolare la progressione di un avversario senza che ci sia contatto fisico;[N 7]
- impedire al portiere avversario di liberarsi del pallone che ha tra le mani o calcia o tenta di calciare il pallone quando il portiere è in procinto di liberarsene.

Altri quattro falli peculiari possono essere commessi esclusivamente da un portiere all'interno della sua area di rigore, e sono ancora passibili di calcio di punizione indiretto:
- tenere il pallone tra le mani per più di sei secondi;
- dopo essersi spossessato del pallone, toccarlo nuovamente con le mani prima che questo sia stato toccato da qualsiasi altro calciatore;
- toccare il pallone con le mani avendolo ricevuto su un passaggio di piede da parte di un compagno di squadra;
- toccare il pallone con le mani avendolo ricevuto direttamente da una rimessa dalla linea laterale eseguita da un compagno di squadra.

Le scorrettezze, invece, sono divise in scorrettezze da ammonizione e da espulsione; sono previste sette scorrettezze che, se commesse da un calciatore titolare, impongono all'arbitro di ammonirlo:
- essere colpevole di comportamento antisportivo;[N 9]
- protestare con parole o gesti contro gli ufficiali di gara;
- trasgredire ripetutamente le regole del gioco;
- non rispettare la distanza prevista per un calcio di punizione, per un calcio d'angolo o per una rimessa dalla linea laterale;
- ritardare la ripresa del gioco;
- entrare, rientrare o uscire volontariamente sul terreno di gioco senza l'assenso dell'arbitro.

Le scorrettezze per cui un calciatore è passibile di espulsione sono invece le seguenti:
- commettere un grave fallo di gioco;[N 10]
- essere colpevole di condotta violenta;[N 11]
- sputare contro un avversario o qualsiasi altra persona;
- impedire alla squadra avversaria la segnatura di una rete o l'evidente opportunità di segnare una rete toccando volontariamente il pallone con le mani o commettendo un fallo su di un avversario (D.O.G.S.O.);[173]
- usare un linguaggio o fare dei gesti offensivi, ingiuriosi, minacciosi, blasfemi;
- ricevere una seconda ammonizione nel corso della stessa gara.

Se l'arbitro interrompe il gioco per sanzionare un fallo, il gioco riprende con un calcio di punizione diretto (o calcio di rigore) nel punto in cui è avvenuta l'infrazione (o nel punto del calcio di rigore se del caso). Se l'arbitro interrompe il gioco per sanzionare una scorrettezza, il gioco riprende con un calcio di punizione indiretto nel punto in cui è avvenuta l'infrazione, se sul terreno di gioco. 
Per le infrazioni commesse all'esterno del terreno di gioco con il pallone in gioco, il punto di ripresa del gioco viene portato sulla linea perimetrale più vicina, che può significare anche l'assegnazione di un calcio di rigore, se commesse da un calciatore titolare verso un altro calciatore titolare. Altrimenti si riprende con un calcio di punizione indiretto. Per le infrazioni commesse, con pallone in gioco o no, contro un "corpo estraneo", il gioco riprende con una rimessa da parte dell'arbitro dal punto in cui si trovava il pallone al momento dell'interruzione, se il pallone era in gioco; se invece il reo esce volontariamente dal terreno di gioco per commettere un'infrazione al suo esterno, allora si applicano i procedimenti della Regola 3 per le infrazioni commesse all'esterno del terreno di gioco da calciatori titolari che hanno volontariamente abbandonato il terreno a tal scopo.

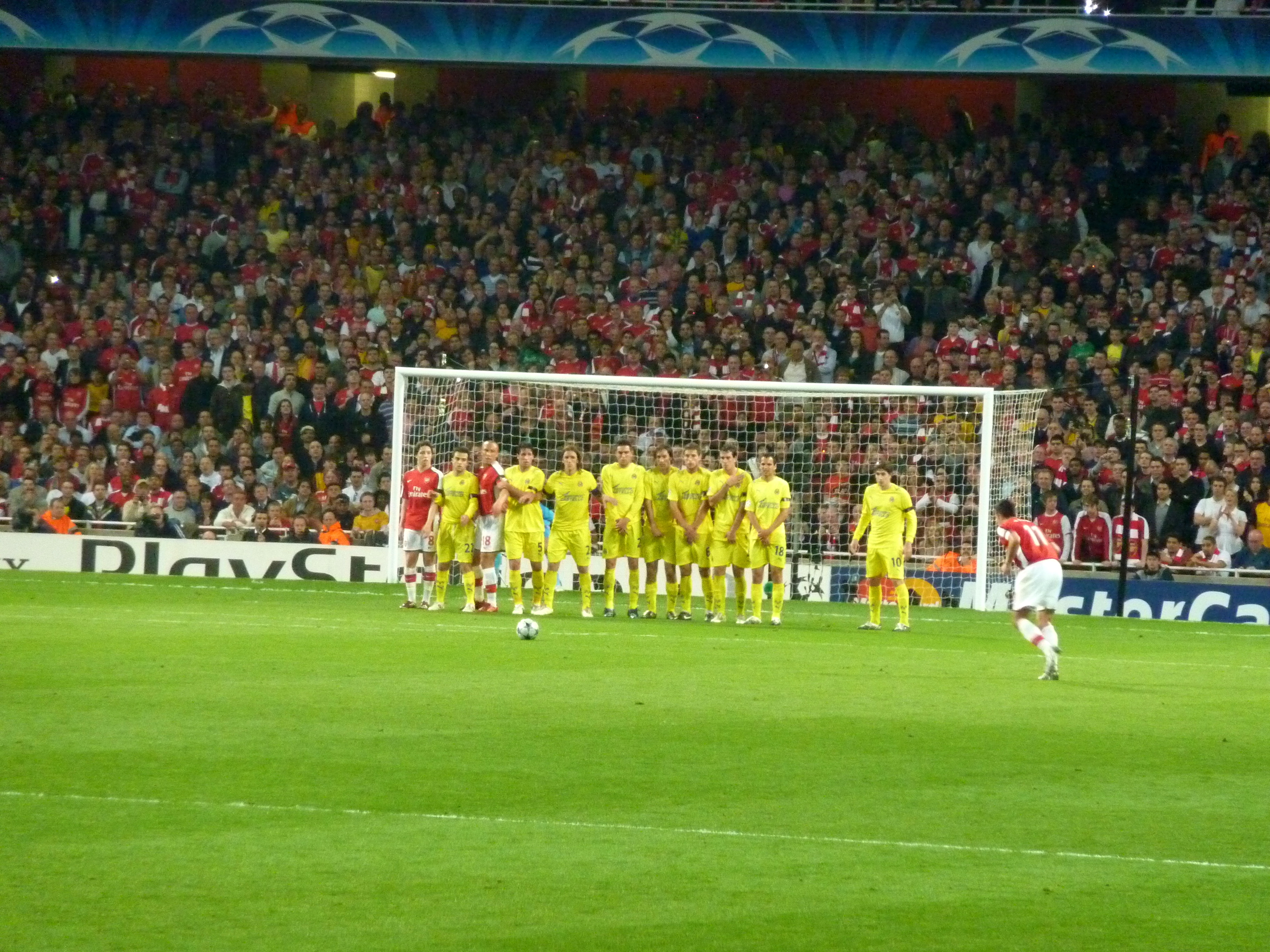
Robin van Persie esegue un calcio di punizione; i calciatori avversari, in maglia gialla, sono posizionati a 9,15 metri dal pallone formando un muro difensivo contro il tiro avversario; tale posizione dei calciatori sui calci di punizione è detta infatti barriera per il suo scopo difensivo.

### Calci di punizione
Il calcio di punizione è un modo di riprendere il gioco disciplinato alla Regola 13. Ne esistono di due tipi: il calcio di punizione diretto e il calcio di punizione indiretto. Il primo è assegnato quando un calciatore commette, all'esterno della propria area di rigore, uno dei falli passibili di tale provvedimento tecnico elencati alla Regola 12 (es. spinge un avversario, o gli sputa contro); il calcio di punizione indiretto può essere invece concesso per diverse ragioni: uno dei falli elencati alla Regola 12 passibili di questo calcio di punizione, o un'infrazione di fuorigioco, o diverse altre infrazioni e scorrettezze nel regolamento che prevedono un calcio di punizione indiretto come ripresa del gioco.
La differenza fondamentale fra i due calci di punizione è che sul primo è valido segnare direttamente una rete nella porta avversaria: nel secondo caso invece una rete è valida solo se, dopo l'esecuzione del calcio di punizione, il pallone è toccato da almeno un altro calciatore prima di entrare in porta: viceversa, la rete è annullata e si assegna un calcio di rinvio alla squadra avversaria. Non è comunque valido segnare una rete contro sé stessi né direttamente su calcio di punizione diretto, né direttamente su quello indiretto; in tal caso l'autorete sarebbe annullata, e si assegnerebbe un calcio d'angolo alla squadra avversaria. L'arbitro segnala l'assegnazione di un calcio di punizione indiretto alzando un braccio al di sopra della testa durante la sua esecuzione.
Al momento dell'esecuzione di un calcio di punizione, tutti i calciatori avversari devono stare ad almeno 9,15 metri dal pallone (a meno che non stiano sulla propria linea di porta tra i pali) fino a quando questo non è in gioco, ovvero fino a quando non è calciato e si muove. Se il calcio di punizione è eseguito dalla propria area di rigore, gli avversari devono anche stare al di fuori di essa ed il pallone entra in gioco quando è calciato direttamente all'esterno dell'area di rigore verso il terreno di gioco. Il punto di esecuzione di un calcio di punizione varia a seconda dell'infrazione che lo ha generato: un calcio di punizione diretto è sempre eseguito dal punto in cui si è verificato il fallo che lo ha causato; un calcio di punizione indiretto è eseguito, in genere, anch'esso dal punto in cui è avvenuta l'infrazione, ad eccezione delle infrazioni alle Regole 3 e 4 che richiedono che il calcio di punizione indiretto sia eseguito dal punto in cui si trovava il pallone al momento dell'interruzione. Una volta che l'esecutore ha messo in gioco il pallone, questi non deve toccarlo nuovamente prima che lo stesso sia toccato da un altro calciatore; se ciò avvenisse, sarebbe punito con un calcio di punizione indiretto, accordato alla squadra avversaria, dal punto in cui il pallone è stato indebitamente toccato per la seconda volta.
Se un calciatore non rispetta la distanza prescritta, sarà ammonito e il calcio di punizione ripetuto. Tuttavia, l'esecutore potrebbe eseguire velocemente il calcio di punizione, senza quindi chiedere all'arbitro di imporre alla squadra avversaria il rispetto della distanza. Ciò è previsto dalle regole, ma se in tal caso un calciatore avversario a meno di 9,15 metri dovesse intercettare il pallone, egli non sarà ammonito e l'arbitro dovrà lasciar proseguire il gioco.

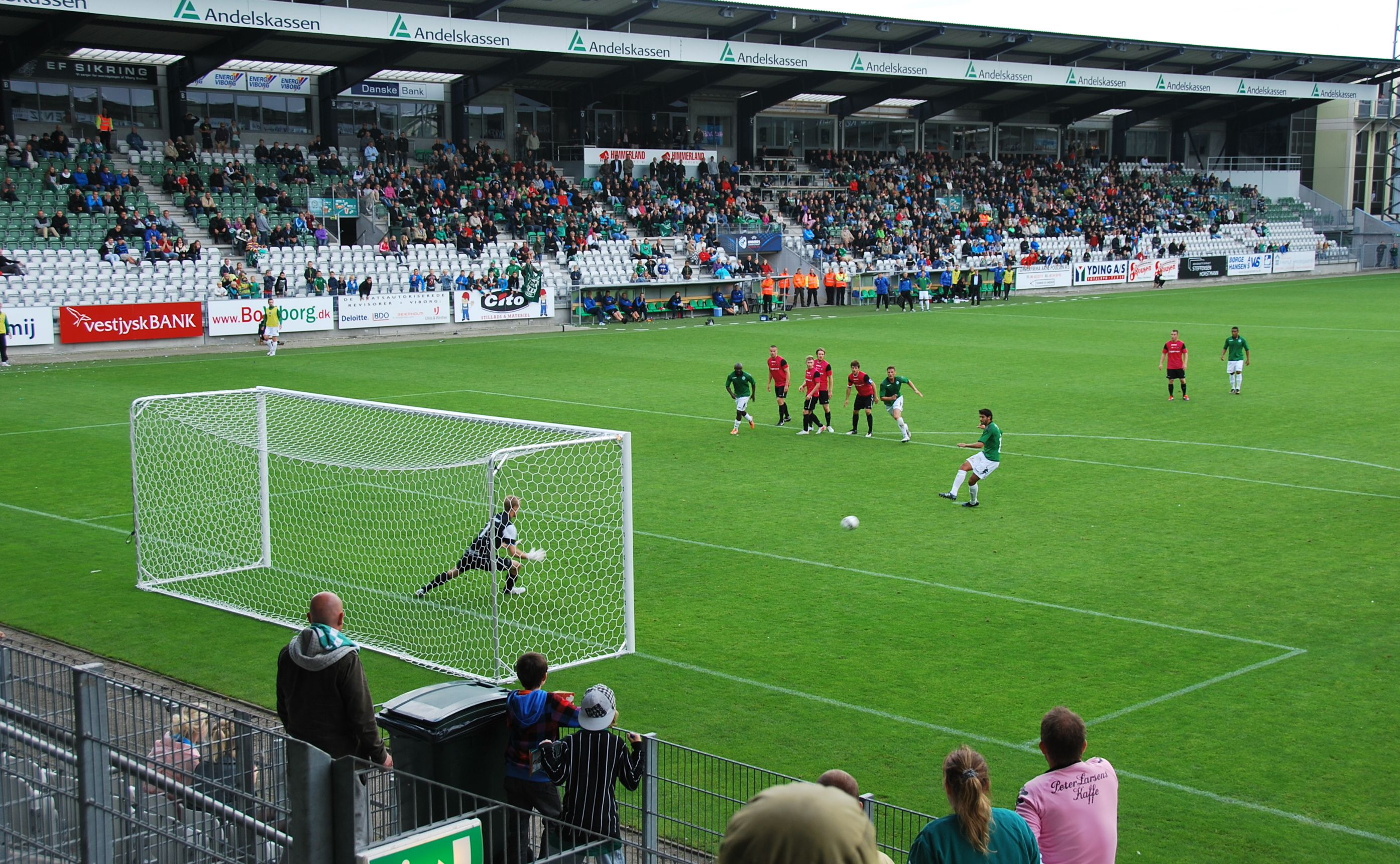
Il calciatore Eduardo Delani mentre esegue un calcio di rigore. Poiché il pallone è già stato calciato in avanti, ed è dunque in gioco, i calciatori dietro di lui possono entrare in area di rigore senza più commettere alcuna infrazione alle regole.

### Il calcio di rigore
Il calcio di rigore è un modo di riprendere il gioco, ed è regolamentato dalla Regola 14. Viene assegnato contro la squadra che commette un fallo passibile di calcio di punizione diretto all'interno della propria area di rigore. Una rete può essere segnata direttamente su calcio di rigore, ma unicamente contro la squadra avversaria; se il pallone venisse calciato in avanti e poi tornasse indietro (ad esempio rimbalzando sulla traversa), entrando nella porta di chi ha eseguito il calcio di rigore, l'autorete sarebbe annullata e il gioco riprenderebbe con un calcio d'angolo per la squadra avversaria.
Il pallone deve essere posizionato sul punto del calcio di rigore, ed il tiratore deve essere chiaramente identificato. Tutti i calciatori eccetto il tiratore e il portiere avversario devono stare all'interno del terreno di gioco, all'esterno dell'area di rigore, dietro la linea del pallone e al di fuori dell'arco dell'area di rigore; il portiere avversario del tiratore deve stare sulla propria linea di porta, facendo fronte al tiratore. L'arbitro autorizza l'esecuzione del calcio di rigore con un fischio non appena tutti i calciatori si sono conformati a tale procedura e il pallone entra in gioco quando è calciato e si è mosso in avanti. Una volta calciato, il tiratore non deve toccare nuovamente il pallone prima che lo stesso sia stato toccato da un altro calciatore; se ciò avviene, l'arbitro interromperà il gioco ed assegnerà un calcio di punizione indiretto in favore della squadra avversaria dal punto del secondo tocco. Inoltre, il calcio di rigore sfugge alla regola generale per cui le sanzioni tecniche non possono essere assegnate a pallone non in gioco: infatti, per le infrazioni commesse dopo il fischio dell'arbitro (ma prima che il rigore sia calciato, e dunque a pallone ancora non in gioco), il regolamento impone delle sanzioni ben precise a seconda della squadra del reo e dell'esito del rigore; infatti, se dopo il fischio che autorizza il rigore un calciatore commette una qualsiasi infrazione alle regole del gioco (anche alla Regola 14 stessa, ad esempio invadendo l'area di rigore venendo meno all'obbligo di stare al suo esterno), l'arbitro farà battere comunque il rigore: dopodiché provvederà tecnicamente in base alla seguente tabella:
|                                                  | Viene segnata una rete                                           | Non viene segnata alcuna rete                                    |
| ------------------------------------------------ | ---------------------------------------------------------------- | ---------------------------------------------------------------- |
| Invasione di un calciatore attaccante            | Ripetizione del calcio di rigore                                 | Calcio di punizione indiretto                                    |
| Invasione di un calciatore difendente            | Rete valida                                                      | Ripetizione del calcio di rigore                                 |
| Infrazione commessa dal portiere difendente      | Rete valida                                                      | Il calcio di rigore si ripete ed ammonizione del portiere        |
| Pallone calciato indietro                        | Calcio di punizione indiretto                                    | Calcio di punizione indiretto                                    |
| Chi calcia fa una finta non regolamentare        | Calcio di punizione indiretto ed ammonizione                     | Calcio di punizione indiretto ed ammonizione                     |
| Calcia un compagno di chi era stato identificato | Calcio di punizione indiretto ed ammonizione di colui che calcia | Calcio di punizione indiretto ed ammonizione di colui che calcia |

1. ↑  In favore della squadra avversaria e dal punto in cui è avvenuta l'infrazione
2. ↑  calciatore che, prima che il pallone sia in gioco, si avvicina a meno di 9,15 m dal punto del calcio di rigore o a meno di 11 m dalla linea di porta avversaria oppure che entra nell'area di rigore

Mettere in atto delle finte al momento dell'esecuzione di un calcio di rigore è permesso ed è consentito in quanto fa parte del gioco. Tuttavia fare finta di calciare il pallone in una direzione e poi tirarlo in un'altra ("paradinha") è dal 2010 considerato un'infrazione passibile di ammonizione: se il tiratore effettua una paradinha, l'arbitro consentirà comunque l'esecuzione del rigore e la ripresa del gioco avverrà in base alla tabella soprastante. Allo stesso modo, calciare un rigore all'indietro è un'infrazione alla procedura del calcio di rigore: in tale particolare situazione, l'arbitro interromperà immediatamente il gioco e concederà un calcio di punizione indiretto alla squadra avversaria da eseguirsi dal punto del calcio di rigore.

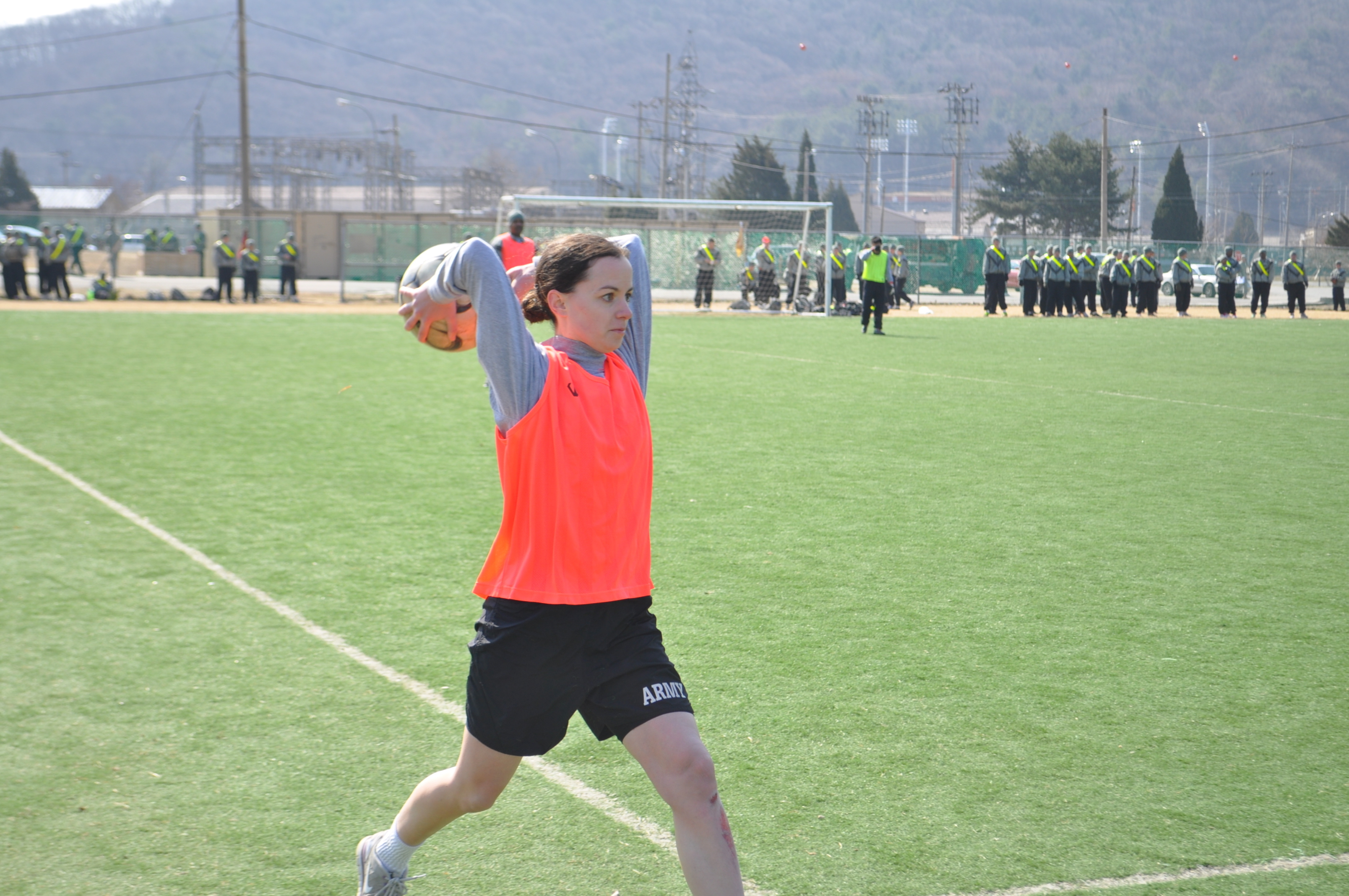
Una calciatrice si appresta all'esecuzione di una rimessa dalla linea laterale: il pallone è portato dietro la nuca e deve essere lanciato sul terreno di gioco: mancando questi punti, la rimessa laterale è irregolare e l'arbitro deve assegnarla alla squadra avversaria.

### La rimessa dalla linea laterale
La rimessa dalla linea laterale (denominazione spesso accorciata in rimessa laterale) è un modo di riprendere il gioco, ed è gestita dalla Regola 15. Viene assegnata alla squadra avversaria di quella del calciatore che per ultimo ha toccato il pallone quando questo oltrepassa interamente una delle linee laterali. Una rete non può essere segnata direttamente su rimessa dalla linea laterale, né contro la squadra avversaria né contro la propria: se ciò accade nella porta avversaria la rete è annullata e si assegna un calcio di rinvio alla squadra avversaria; se nella propria, l'autorete è annullata e il gioco riprende con un calcio d'angolo per la squadra avversaria.
Durante l'esecuzione di una rimessa dalla linea laterale i calciatori avversari devono stare ad almeno 2 metri dal punto della battuta, pena un'ammonizione per non aver rispettato la distanza prevista. La rimessa è eseguita prendendo il pallone con entrambe le mani e portandolo al di dietro della testa, dunque lanciandolo successivamente sul terreno di gioco; il pallone è in gioco non appena entra sul terreno di gioco avendo lasciato le mani di chi esegue la rimessa. Il calciatore che esegue la rimessa laterale deve avere entrambi i piedi all'esterno del terreno di gioco o al più sulla linea laterale con almeno una parte di essi. La rimessa laterale è inoltre l'unica ripresa del gioco nel calcio per le infrazioni durante l'esecuzione della quale la stessa sarà invertita, ovvero assegnata alla squadra avversaria, anziché essere ripetuta dalla stessa.
Questo deriva dall'antica unificazione in un solo sport del rugby e del calcio: nel rugby è infatti effettivamente prevista l'inversione della rimessa in gioco per infrazioni del giocatore atto a rimettere il pallone in gioco dopo la fuoriuscita del pallone dalle linee perimetrali, dunque si può parlare di retaggio storico che riflette le antiche origini dello sport del calcio. Il calciatore che esegue la rimessa laterale non deve toccare il pallone una seconda volta dopo che questo è entrato in gioco e prima che sia stato toccato da un altro calciatore: se ciò avviene, il gioco sarà interrotto e sarà assegnato un calcio di punizione indiretto alla squadra avversaria dal punto del secondo tocco.

### Il calcio di rinvio
Il calcio di rinvio è un modo di riprendere il gioco, ed è disciplinato dalla Regola 16. Viene assegnato alla squadra difendente quando il pallone, toccato per ultimo da un giocatore della squadra attaccante, oltrepassa interamente la linea di porta, senza che una rete sia stata segnata in conformità a quanto stabilito dalla Regola 10. Una rete può essere segnata direttamente su calcio di rinvio, ma unicamente contro la squadra avversaria; se invece viene segnata direttamente un'autorete dopo che il pallone è entrato in gioco, questa non sarà concessa e il gioco riprenderà con un calcio d'angolo per la squadra avversaria. Il calcio di rinvio si esegue posizionando il pallone in un punto qualsiasi della propria area di porta, e calciandolo: il pallone è in gioco non appena è calciato. I calciatori avversari devono rimanere all'esterno dell'area fino a che il pallone non entra in gioco, a meno che la squadra in possesso del pallone non decida di giocare il pallone rapidamente e quindi uno o più giocatori avversari non abbiano avuto il tempo di uscire dall'area di rigore. In quel caso, una volta che il pallone è entrato in gioco, gli avversari possono contenderlo.
Il calciatore che esegue il calcio di rinvio non deve toccare nuovamente il pallone dopo averlo correttamente messo in gioco e prima che sia stato toccato da un qualsiasi calciatore della squadra avversaria, pena un calcio di punizione indiretto in favore della squadra avversaria dal punto del secondo tocco; per qualsiasi altra infrazione, il calcio di rinvio sarà ripetuto.

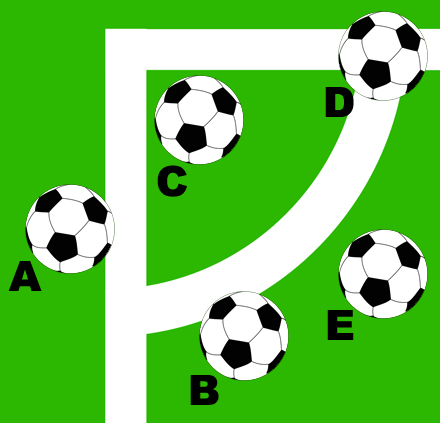
Il diagramma mostra alcune posizioni corrette e scorrette del pallone su calcio d'angolo: i palloni A, B, C e D sono in posizione regolare in quanto interni all'area d'angolo (ricordando che anche l'arco d'angolo e i segmenti di linea di porta e linea laterale che delimitano l'area d'angolo sono parte dell'area stessa), o comunque con almeno una frazione di essi al suo interno; il pallone E è invece completamente all'esterno dell'area d'angolo e dunque è in posizione scorretta.

### Il calcio d'angolo
Il calcio d'angolo è un modo di riprendere il gioco, ed è discusso alla Regola 17. Viene assegnato alla squadra attaccante quando il pallone, toccato per ultimo da un giocatore della squadra difendente, oltrepassa interamente la linea di porta, senza che una rete sia stata segnata in conformità a quanto stabilito dalla Regola 10. Un calcio d'angolo è anche assegnato alla squadra avversaria di quella che, eseguendo una ripresa di gioco, calcia il pallone direttamente all'interno della propria porta, dopo che questo sia stato correttamente messo in gioco. Una rete può essere segnata direttamente su calcio d'angolo, ma unicamente contro la squadra avversaria: se invece viene segnata direttamente un'autorete, questa non è valida e un calcio d'angolo deve essere assegnato alla squadra avversaria.
Per quanto riguarda la sua esecuzione, il pallone deve essere posizionato all'interno dell'area d'angolo più vicina al punto in cui il pallone ha oltrepassato la linea di porta, e i calciatori avversari devono restare ad almeno 9,15 metri dall'area d'angolo fino a che il pallone non è in gioco, cioè fino a quando non è calciato e si muove. Non è necessario che il pallone esca dall'area d'angolo per essere in gioco. Il calciatore che esegue il calcio d'angolo non deve toccare nuovamente il pallone dopo averlo correttamente messo in gioco e prima che lo stesso sia toccato da un qualsiasi altro calciatore, pena un calcio di punizione indiretto in favore della squadra avversaria dal punto del secondo tocco. Per tutte le altre infrazioni alla procedura, il calcio d'angolo deve essere ripetuto. Durante l'esecuzione di un calcio d'angolo, inoltre, la bandierina d'angolo non può essere rimossa, nemmeno per agevolarne l'esecuzione.

### Normative aggiuntive

#### Tempi supplementari
I tempi supplementari sono un prolungamento del tempo regolamentare di gioco (2 tempi da 15 minuti ciascuno), usati solitamente durante una sfida a eliminazione diretta, quando allo scadere del tempo regolamentare di gioco il risultato è in parità. Se al termine dei supplementari, il punteggio è ancora in parità si passa ai rigori. Essi non rientrano nelle regole principali del calcio, appartenendo infatti alle normative aggiuntive ("procedure per determinare la squadra vincente di una gara") approvati dall'IFAB, a seguito della rimozione di golden e silver goal nel 2004.

#### Tiri di rigore

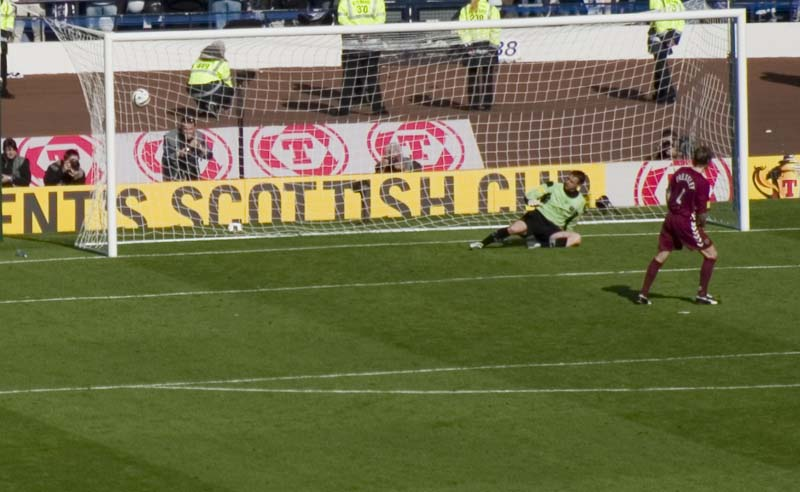
Tiro di rigore di Steven Pressley nella finale di Scottish Cup 2005-2006 tra e

I tiri di rigore sono una delle tre normative aggiuntive approvate dall'IFAB.. Sono spesso indicati impropriamente come Calci di rigore alla stregua di quelli che si concedono durante la gara, mentre i tiri di rigore, essendo una mera procedura per definire la squadra vincente, non ne fanno parte.
Presenti in tornei ad eliminazione diretta, succedono ai tempi supplementari (quando se alla fine di quest'ultimi il risultato è ancora in parità), ad eccezione della Coppa Libertadores, dove dal 2005 succedono ai tempi regolamentari, o in alcuni campionati europei e americani, dove dalla fine degli anni ottanta fino al 1999, alla fine di una partita di campionato conclusasi in pareggio, vennero usati i tiri di rigore per decretare la vincitrice, assegnando due punti alla vincitrice; mentre a quella sconfitta uno.
L'esecuzione dei tiri di rigore viene effettuata in una porta scelta tramite sorteggio; con un secondo sorteggio, la squadra vincitrice nel lancio della moneta può scegliere se cominciare la sequenza o se far cominciare la squadra avversaria.
Ogni tiratore può calciare il pallone solo una volta per tentativo e l'esecuzione si ritiene conclusa quando il tiro del pallone ha terminato il proprio effetto. Ciò vuol dire che se il pallone viene parato dal portiere, ma non trattenuto, oppure viene ribattuto dal palo o dalla traversa, il tiratore non può calciare nuovamente; mentre se, prima di varcare la linea, il pallone colpisce i legni (pali e traversa) o il portiere oppure rimbalzi sulla linea di porta dopo aver colpito un legno, la rete è convalidata. Le squadre si alternano nella battuta dei tiri di rigore finché entrambe non ne hanno battuti cinque a testa. Tuttavia se una squadra ha segnato un numero tale di reti da non poter essere raggiunta anche terminando la serie, i tiri di rigore terminano in anticipo. Se invece al termine dei cinque tiri le squadre risultassero ancora in parità si procederà ad oltranza con un tiro di rigore a squadra.. Nel caso la sequenza rimanga in parità dopo che tutti i calciatori di entrambe le squadre hanno eseguito un tiro di rigore, i calciatori possono eseguire un secondo tentativo, proseguendo sempre ad oltranza. L'ordine di battuta del secondo tentativo non deve necessariamente essere uguale al primo.

### Annotazioni
1. ↑  Poiché, tuttavia, l'area di rigore non era ancora stata inventata, un fallo era punito con un calcio di rigore se avveniva entro 12 iarde dalla linea di porta del colpevole
2. ↑  Le precedenti edizioni cadevano infatti in contraddizione in quanto la Regola 17 stabiliva che la distanza, su calcio d'angolo, era da calcolarsi a partire dal pallone, mentre la Regola 1 stabiliva che l'arco d'angolo è il punto a partire dal quale i 9,15 metri vanno contati
3. ↑  Non viene fatta alcuna distinzione tra "portiere" e "non portiere", ergo il ruolo del calciatore difendente non inficia la valutazione da farsi per giudicare la posizione di fuorigioco di un attaccante avversario
4. ↑  Se invece la deviazione non è involontaria, e dunque un difendente volontariamente tocca il pallone mentre sta giungendo ad un avversario in posizione irregolare, e questo successivamente alla sua giocata finisce direttamente all'avversario in fuorigioco, l'offside viene cancellato e l'arbitro non dovrà segnalare alcuna infrazione
5. 1 2 3 4 5 6 7  Questi falli vanno puniti solo se commessi con negligenza, imprudenza o vigoria sproporzionata
6. 1 2 3  Questi falli vanno puniti quando avvengono, a prescindere dal modo in cui sono commessi
7. ↑  Senza contatto fisico; in caso di contatto fisico, si configura una trattenuta e dunque il fallo diviene passibile di calcio di punizione diretto
8. ↑  Per i calciatori di riserva le scorrettezze da ammonizione sono soltanto tre: mettere in atto un comportamento antisportivo, protestare e ritardare la ripresa del gioco
9. ↑  Qualsiasi atto, fallo, gesto o atteggiamento contrario allo spirito del gioco, a giudizio dell'arbitro
10. ↑  Ovvero commettere con vigoria sproporzionata uno dei falli passibili di calcio di punizione diretto prima elencati
11. ↑  Agire con violenza o brutalità nei confronti di chicchessia in una situazione avulsa da un contrasto per il pallone
12. ↑  Questo comporta che se il pallone colpisce un palo o la traversa e torna verso il giocatore che ha effettuato il calcio di punizione egli non può giocarlo.

### Fonti
1. ↑  (EN)  125 years and still going strong Archiviato il 24 settembre 2015 in Internet Archive. - fifa.com
2. ↑  (EN)  Structure and annual scheme of meetings | IFAB - theifab.com
3. 1 2  (EN) History of FIFA - Foundation Archiviato il 25 dicembre 2012 in Internet Archive. - fifa.com
4. ↑  (EN) FIFA Associations and Confederations Archiviato il 9 luglio 2020 in Internet Archive. - fifa.com
5. 1 2  (EN)  History of IFAB ! IFAB - theifab.com
6. 1 2 3 4  (EN) Laws Of The Game 2016/17 (PDF), su static-3eb8.kxcdn.com, IFAB.
7. ↑   Regolamento del Gioco del Calcio (2016) (PDF), su aia-figc.it, FIGC. URL consultato il 23 settembre 2016 (archiviato dall'url originale il 18 maggio 2017).
8. ↑   L'evoluzione delle regole, in la Repubblica, 29 agosto 2017,  p. 46.
9. ↑  (EN)  Modifications to the laws Archiviato il 25 maggio 2021 in Internet Archive. - theifab.com
10. 1 2   Adrian Harvey, The Beginnings of a Commercial Sporting Culture in Britain, 1793-1850, Ashgate Publishing Limited, 2004,  pp. 95-99, ISBN 0-7546-3643-7.
11. ↑  (EN)  History Archiviato il 4 marzo 2014 in Internet Archive. - cuafc.org
12. ↑  (EN)  Where it all began... Archiviato il 12 agosto 2014 in Internet Archive. - sheffieldfc.com
13. ↑  (EN)  Football game played by 1858 rules in Sheffield - bbc.com
14. ↑  Murphy, p. 44.
15. ↑  (EN)  The early rules of soccer Archiviato il 27 settembre 2016 in Internet Archive. - mistral.co.uk
16. ↑  (EN)  FA Chairman pays tribute to founding father Morley - thefa.com
17. ↑  Berticelli; Enriotti; Rende, p. 241.
18. ↑   Blackheath Rugby Club 1851-2001 (PDF), su charltonparks.co.uk.
19. ↑  Murphy, p. 79.
20. ↑  Young, p. 24.
21. ↑  Young, pp. 28-29.
22. 1 2  (EN)  The IFAB, the eternal guardian of the laws Archiviato l'8 dicembre 2014 in Internet Archive. - fifa.com
23. ↑  https://www.ultimouomo.com/fisica-del-gol-olimpico/
24. ↑  http://www.rivistaundici.com/2018/06/21/lunico-gol-olimpico-nella-storia-dei-mondiali/
25. ↑  http://www.tuttobolognaweb.it/news/breve-storia-del-gol-olimpico/
26. ↑  (EN)  Minutes of the 1886 Annual General Meeting Archiviato il 7 ottobre 2007 in Internet Archive. - ssbra.org
27. ↑  (EN)  Minutes of the 1887 Annual General Meeting Archiviato il 28 settembre 2007 in Internet Archive. - ssbra.org
28. ↑  (EN)  Football in Northern Ireland Archiviato il 13 novembre 2012 in Internet Archive. - fifa.com
29. ↑  (EN)  William McCrum Park Archiviato il 27 settembre 2013 in Internet Archive. - discovernorthernireland.com
30. ↑  (EN)  Minutes of the 1891 Annual General Meeting Archiviato il 7 ottobre 2007 in Internet Archive. - ssbra.org
31. ↑  (EN)  Minutes of the 1896 Annual General Meeting Archiviato il 28 settembre 2007 in Internet Archive. - ssbra.org
32. ↑  (EN)  Minutes of the 1897 Annual General Meeting Archiviato il 28 settembre 2007 in Internet Archive. - ssbra.org
33. ↑   Le partite di calcio sono sempre durate 90 minuti ?, in SportWeek, La Gazzetta dello Sport, 11 marzo 2000.
34. ↑  (EN)  Minutes of the 1902 Annual General Meeting Archiviato il 29 ottobre 2007 in Internet Archive. - ssbra.org
35. ↑  (EN)  Minutes of the 1903 Annual General Meeting Archiviato l'11 novembre 2007 in Internet Archive. - ssbra.org
36. ↑  (EN)  Minutes of the 1913 Annual General Meeting Archiviato l'11 novembre 2007 in Internet Archive. - ssbra.org
37. ↑  (EN)  Minutes of the 1924 Annual General Meeting Archiviato il 16 giugno 2011 in Internet Archive. - ssbra.org
38. ↑  (EN)  Minutes of the 1925 Annual General Meeting Archiviato il 26 ottobre 2007 in Internet Archive. - ssbra.org
39. ↑  (EN)  Minutes of the 1929 Annual General Meeting Archiviato il 31 ottobre 2007 in Internet Archive. - ssbra.org
40. ↑  (EN)  Minutes of the 1937 Annual General Meeting Archiviato il 7 ottobre 2007 in Internet Archive. - ssbra.org
41. ↑  (EN)  Sir Stanley Rous: The spirit of the game and the laws Archiviato il 26 febbraio 2015 in Internet Archive. - fifa.com
42. ↑  (EN)  Minutes of the 1948 Annual General Meeting Archiviato il 31 ottobre 2007 in Internet Archive. - ssbra.org
43. ↑  (EN)  From 1863 to the Present Day Archiviato il 3 gennaio 2014 in Internet Archive. - fifa.com
44. ↑  Ken Aston – the inventor of yellow and red cards Archiviato il 27 ottobre 2014 in Internet Archive. - fifa.com
45. ↑  (EN)  Minutes of the 1970 Annual General Meeting Archiviato il 30 aprile 2011 in Internet Archive. - ssbra.org
46. ↑  (EN) History of the Laws of the Game - 1970-1980, su fifa.com. URL consultato l'11 gennaio 2019 (archiviato dall'url originale l'11 gennaio 2019).
47. ↑  (EN)  Minutes of the 1983 Annual General Meeting Archiviato l'11 novembre 2007 in Internet Archive. - ssbra.org
48. ↑  (EN)  Minutes of the 1988 Annual General Meeting Archiviato l'11 novembre 2007 in Internet Archive. - ssbra.org
49. 1 2 3  (EN) History of the Laws of the Game - 1980-1990, su fifa.com. URL consultato il 10 gennaio 2019 (archiviato dall'url originale l'11 gennaio 2019).
50. ↑  (EN)  Minutes of the 1991 Annual General Meeting Archiviato l'8 novembre 2007 in Internet Archive. - ssbra.org
51. ↑  (EN)  Minutes of the 1990 Annual General Meeting Archiviato il 26 ottobre 2007 in Internet Archive. - ssbra.org
52. ↑   Passaggio al portiere, nuova norma Fifa?, in la Repubblica, 24 aprile 1992,  p. 38.
53. ↑  (EN)  Minutes of the 1992 Annual General Meeting Archiviato l'8 novembre 2007 in Internet Archive. - ssbra.org
54. ↑  (EN) History of the Laws of the Game - 1990-2000, su fifa.com. URL consultato l'11 gennaio 2019 (archiviato dall'url originale il 7 novembre 2019).
55. ↑  (EN)  Minutes of the 1993 Annual General Meeting Archiviato l'8 novembre 2007 in Internet Archive. - ssbra.org
56. ↑   Al Torino un "Viareggio" maratona, in la Repubblica, 2 marzo 1995,  p. 36.
57. ↑  (EN)  Minutes of the 1994 Annual General Meeting Archiviato l'8 novembre 2007 in Internet Archive. - ssbra.org
58. ↑   Moratti: maglie all'inglese con nome e numero fisso, in la Repubblica, 20 giugno 1995,  p. 43.
59. ↑  (EN)  Minutes of the 1995 Annual General Meeting Archiviato l'8 novembre 2007 in Internet Archive. - ssbra.org
60. ↑  (EN)  Minutes of the 1996 Annual General Meeting Archiviato l'8 novembre 2007 in Internet Archive. - ssbra.org
61. ↑  (EN)  Minutes of the 1997 Annual General Meeting Archiviato l'8 novembre 2007 in Internet Archive. - ssbra.org
62. ↑  (EN)  Minutes of the 1998 Annual General Meeting Archiviato il 26 ottobre 2007 in Internet Archive. - ssbra.org
63. ↑   Annalisa Angelucci, Espulsione per fallo da dietro La Fifa accontenta Ronaldo, in la Repubblica, 7 marzo 1998,  p. 53.
64. ↑  (EN)  Minutes of the 1999 Annual General Meeting Archiviato il 28 ottobre 2007 in Internet Archive. - ssbra.org
65. ↑   Antonello Capone, L'idea del giudice Laudi: «Prova tv anche per scagionare gli innocenti», in La Gazzetta dello Sport, 6 luglio 2000.
66. ↑   Nel calcio, la punizione a due in area è stata abolita?, in La Gazzetta dello Sport, 18 marzo 2000.
67. ↑  (EN)  Minutes of the 2000 Annual General Meeting Archiviato il 28 ottobre 2007 in Internet Archive. - ssbra.org
68. ↑   Calcio: Portieri, regola dei 6 secondi in vigore dal 1º luglio, in Adnkronos, 22 febbraio 2000.
69. ↑  (EN)  Minutes of the 2001 Annual General Meeting Archiviato il 28 ottobre 2007 in Internet Archive. - ssbra.org
70. ↑  (EN)  Minutes of the 2002 Annual General Meeting Archiviato il 28 ottobre 2007 in Internet Archive. - ssbra.org
71. ↑   Addio golden gol, arriva il silver, in la Repubblica, 29 aprile 2003,  p. 48.
72. ↑  (EN)  Minutes of the 2003 Annual General Meeting Archiviato il 28 ottobre 2007 in Internet Archive. - ssbra.org
73. ↑   Calcio: Uefa, "testa o croce" dopo supplementari ai rigori, in Adnkronos, 2 settembre 2003.
74. 1 2   Calcio, la Fifa dice basta a silver e golden gol, su repubblica.it, 28 febbraio 2004.
75. 1 2   Circolare nº 1 - Stagione sportiva 2004/2005 (PDF), su win.aia-aprilia.it. URL consultato il 28 febbraio 2014 (archiviato dall'url originale il 9 marzo 2014).
76. ↑   Fulvio Bianchi, Guai a togliersi la maglia dopo un gol, in la Repubblica, 7 luglio 2004,  p. 47.
77. ↑   Emilio Marrese, Segna e si spoglia: espulso L'ho fatto per mio figlio, in la Repubblica, 23 settembre 2004,  p. 48.
78. ↑   Circolare nº 1 - Stagione sportiva 2005/2006 (PDF), su win.aia-aprilia.it. URL consultato il 28 febbraio 2014 (archiviato dall'url originale il 9 marzo 2014).
79. ↑  Circolare nº 1 - Stagione sportiva 2006/2007 Archiviato il 26 ottobre 2007 in Internet Archive.
80. ↑  (EN) The History of the Laws of the Game 2001-2006, su fifa.com. URL consultato il 27 marzo 2019 (archiviato dall'url originale il 27 marzo 2019).
81. ↑  Circolare nº 1 - Stagione sportiva 2008/2009
82. ↑   Circolare nº 1 - Stagione sportiva 2009/2010 (PDF), su csi-torino.it. URL consultato il 23 settembre 2013 (archiviato dall'url originale il 14 luglio 2014).
83. ↑  (EN)  Question 21113 Archiviato il 14 luglio 2014 in Internet Archive. - asktheref.com
84. ↑   Circolare nº 1 - Stagione sportiva 2010/2011, su aia-ascoli.it. URL consultato il 28 febbraio 2014 (archiviato dall'url originale l'8 aprile 2014).
85. ↑  (EN)  125th Annual General Meeting - International Football Association Board Archiviato l'11 marzo 2011 in Internet Archive. - fifa.com
86. ↑  La Fifa ha deciso: 5 arbitri a Euro 2012. Proseguono i test sui gol-fantasma - ilsole24ore.com
87. ↑  (EN)  Agenda IFAB 2012 - 126º incontro annuale Archiviato il 20 luglio 2012 in Internet Archive.
88. ↑  (EN)  "IFAB approve two companies for next phase of GLT tests" Archiviato il 13 maggio 2012 in Internet Archive. - fifa.com
89. ↑  (EN)  "Technology in football moves closer" Archiviato l'8 maggio 2012 in Internet Archive. - fifa.com
90. ↑  (EN)  Agenda IFAB 2012 - 127º incontro annuale Archiviato il 7 dicembre 2013 in Internet Archive.
91. ↑   Circolare nº 1 - Stagione sportiva 2013/2014 (PDF), su aiaccalabria.com. URL consultato il 28 febbraio 2014 (archiviato dall'url originale il 4 marzo 2014).
92. ↑   Euro2016, un uomo solo al calcio d'inizio: le nuove regole che cambiano il primo tocco della gara, su video.corriere.it, 14 giugno 2016.
93. ↑   Fabio Licari, Più giustizia e fair play, la piccola rivoluzione che cambia il calcio, su gazzetta.it, 2 marzo 2019.
94. ↑   Laws of the Game 2019/20 coming into force 1 June and new mobile application [collegamento interrotto], in IFAB, 31 maggio 2019.
95. ↑   Che cos'è il VAR, come funziona e quando si usa, su Fanpage.it.
96. ↑   VAR explained, su Premier League, marzo 2018.
97. ↑   The IFAB approves use of VAR in football, su FIFA.com, 3 marzo 2018.
98. ↑   VAR to be used in UEFA Champions League knockout phase, su UEFA.com.
99. ↑  (EN)  "Officiating in the future..." - kenaston.org
100. ↑  "Trefoloni ed il suo vice Bini in visita" - aia-figc.it
101. ↑  (EN)  Law 5.2 | Decisions of the referee - theifab.com
102. 1 2  (EN) Practical Guidelines for Match Officials (PDF), su static-3eb8.kxcdn.com, IFAB.
103. ↑  (EN)  Notes on the Laws of the Game | Official Languages - theifab.com
104. ↑  (EN)  Introduction | History of the IFAB - theifab.com
105. ↑  (EN)  Introduction | Structure and Working of the IFAB - theifab.com
106. ↑  (EN)  Introduction | Background to the Current Law Revision - theifab.com
107. ↑  (EN)  Glossary - theifab.com
108. ↑  (EN)  Law Changes 2016/17 - theifab.com
109. ↑   Regolamento del Gioco del Calcio (2003) (PDF), su dirittocalcistico.it, FIGC (archiviato dall'url originale il 2 marzo 2014).
110. ↑   Regolamento del Gioco del Calcio (2006) (PDF), su dirittocalcistico.it, FIGC (archiviato dall'url originale il 2 marzo 2014).
111. ↑   Regolamento del Gioco del Calcio (2009) (PDF), su audaxcento.weebly.com, FIGC. URL consultato il 23 settembre 2013 (archiviato dall'url originale il 6 marzo 2014).
112. ↑  (EN)  Law 1.1 | Field surface - theifab.com
113. ↑  (EN)  Law 1.2 | Field markings - theifab.com
114. ↑  (EN)  Law 1.3 | Dimensions - theifab.com
115. ↑  (EN)  Law 1.4 | Dimensions for international matches - theifab.com
116. ↑  (EN)  Law 1.10 | Goals - theifab.com
117. ↑  (EN)  Law 1.5 | The goal area - theifab.com
118. ↑  (EN)  Law 1.6 | The penalty area - theifab.com
119. ↑  (EN)  Law 1.7 | The corner area - theifab.com
120. ↑  (EN)  Law 1.8 | Flagposts - theifab.com
121. 1 2  (EN)  Law 2.1 | Qualities and Measurements - theifab.com
122. ↑  (EN)  Law 2.2 | Replacement of a defective ball - theifab.com
123. ↑  Circolare nº 1 - Stagione sportiva 2011/2012
124. ↑  GLT replays on show in Morocco Archiviato il 26 febbraio 2015 in Internet Archive. - fifa.com
125. ↑  (EN)  Law 3.1 | Number of Players - theifab.com
126. ↑  (EN)  Law 3.2 | Number of Substitutions - theifab.com
127. ↑  (EN)  Law 3.3 | Substitution procedure - theifab.com
128. ↑  (EN)  Law 3.4 | Changing the goalkeeper - theifab.com
129. ↑  (EN)  Law 3.5 | Infringements and Sanctions - theifab.com
130. ↑  (EN)  Law 3.7 | Extra persons on the field of play - theifab.com
131. ↑  (EN)  Law 3.8 | Player outside the field of play - theifab.com
132. ↑  (EN)  Law 12.4 | Restart of play after fouls and misconduct - theifab.com
133. ↑  (EN)  Law 3.10 | Team captain - theifab.com
134. ↑  (EN)  Law 4.2 | Compulsory Equipment - theifab.com
135. ↑  (EN)  Law 4.1 | Safety - theifab.com
136. ↑  (EN)  Law 5.4 | Referee's Equipment - theifab.com
137. ↑  (EN)  Law 4.3 | Colours - theifab.com
138. ↑  (EN)  Law 5.1 | The Authority of the Referee - theifab.com
139. ↑  (EN)  Law 5.2 | Decisions of the Referee - theifab.com
140. ↑  (EN)  Law 5.3 | Powers and Duties - theifab.com
141. ↑  (EN)  Law 12.3 | Disciplinary action - theifab.com
142. ↑  Associazione Italiana Arbitri, p. 73.
143. ↑  Associazione Italiana Arbitri, p. 85.
144. ↑  (EN) The Fourth Official and the Reserve Assistant Referee, su fifa.com. URL consultato il 27 febbraio 2014 (archiviato dall'url originale il 4 gennaio 2013).
145. ↑  Arbitri d'area, si parte. Via libera pure in Champions - gazzetta.it
146. ↑  (EN)  EURO 2012: Ukraine media fume with officials - bbc.com
147. ↑  Serie A: subito gli arbitri d'area| - calciomercato.com
148. ↑  UFFICIALE - Serie A, ok agli arbitri d'area. Nicchi felice: "Noi i primi" - tuttonapoli.com
149. 1 2  Associazione Italiana Arbitri, p. 90.
150. ↑  (EN)   Chris Nawrat e Steve Hutchings, The Sunday Times Illustrated History of Football, Ted Smart, 1996,  p. 11, ISBN 1-85613-341-9.
151. ↑  Associazione Italiana Arbitri, pp. 95-96.
152. ↑  (EN)  Question 25332 Archiviato il 27 settembre 2013 in Internet Archive. - asktheref.com
153. ↑  Associazione Italiana Arbitri, p. 96.
154. ↑  Associazione Italiana Arbitri, p. 101.
155. ↑  Associazione Italiana Arbitri, p. 102.
156. ↑  Associazione Italiana Arbitri, p. 132.
157. ↑   Gianni Mura, Vogliono abolire il pareggio addio alla partita perfetta, su repubblica.it, 28 aprile 2004.
158. ↑  Associazione Italiana Arbitri, p. 103.
159. 1 2 3 4  Associazione Italiana Arbitri, p. 99.
160. ↑  Associazione Italiana Arbitri, p. 104.
161. ↑  Associazione Italiana Arbitri, p. 105.
162. ↑  Offside in Vocabolario - treccani.it
163. ↑  Associazione Italiana Arbitri, p. 106.
164. 1 2  La nuova regola sul fuorigioco: un filmato mostra come si applica - figc.it
165. ↑  Associazione Italiana Arbitri, pp. 106-107.
166. ↑  Associazione Italiana Arbitri, p. 107.
167. ↑  Associazione Italiana Arbitri, p. 108.
168. ↑  Associazione Italiana Arbitri, p. 120.
169. ↑  Associazione Italiana Arbitri, pp. 120-121.
170. 1 2  Associazione Italiana Arbitri, p. 121.
171. ↑  Associazione Italiana Arbitri, pp. 121-122.
172. ↑  Associazione Italiana Arbitri, p. 122.
173. ↑  Associazione Italiana Arbitri, pp. 146-148.
174. ↑  Associazione Italiana Arbitri, p. 123.
175. ↑  Barriera in Vocabolario - treccani.it
176. ↑  Associazione Italiana Arbitri, p. 151.
177. ↑  Associazione Italiana Arbitri, p. 152.
178. 1 2  Associazione Italiana Arbitri, p. 153.
179. ↑  Associazione Italiana Arbitri, pp. 153-154.
180. ↑  Associazione Italiana Arbitri, p. 155.
181. ↑  Associazione Italiana Arbitri, p. 159.
182. ↑  Associazione Italiana Arbitri, pp. 159-160.
183. ↑  Associazione Italiana Arbitri, p. 161.
184. ↑  Associazione Italiana Arbitri, p. 165.
185. ↑  Proibita la «paradinha», Brasile turbato - corriere.it
186. ↑  Associazione Italiana Arbitri, p. 163.
187. ↑  Associazione Italiana Arbitri, p. 170, D/R n° 5.
188. 1 2  Associazione Italiana Arbitri, p. 167.
189. ↑  Associazione Italiana Arbitri, p. 169.
190. ↑  Associazione Italiana Arbitri, pp. 168-169.
191. ↑  (EN)  Question 25092 Archiviato il 27 settembre 2013 in Internet Archive. - asktheref.com
192. ↑  Associazione Italiana Arbitri, p. 168.
193. ↑  Associazione Italiana Arbitri, p. 173.
194. ↑  Associazione Italiana Arbitri, p. 175.
195. ↑  Associazione Italiana Arbitri, p. 174.
196. ↑  Associazione Italiana Arbitri, p. 177.
197. ↑  Associazione Italiana Arbitri, p. 177, p. 179.
198. ↑  Associazione Italiana Arbitri, p. 178.
199. ↑  Associazione Italiana Arbitri, p. 180.
200. ↑   La partita di calcio: la suddivisione dei tempi di gioco, su deabyday.tv. URL consultato il 21 novembre 2020.
201. ↑   Regolamento del Giuoco del Calcio (PDF), su aia-figc.it,  183-186. URL consultato il 21 novembre 2020 (archiviato dall'url originale il 5 gennaio 2012).
202. ↑   Manual de Clubes/ Reglamento Libertadores (PDF), su conmebol.com,  42-43. URL consultato il 21 novembre 2020.
203. ↑  (EN) Shootout banned; TV lineup changed, su sportsillustrated.cnn.com, 18 novembre 1999. URL consultato il 21 novembre 2020 (archiviato dall'url originale il 21 febbraio 2014).
204. ↑   Regolamentiamo – I tiri (e non calci) di rigore, su gianlucadimarzio.com, 25 gennaio 2017. URL consultato il 21 novembre 2020.
205. 1 2  (EN) Laws of the Game 2007/2008 (PDF), su fifa.com, luglio 2007,  54-56. URL consultato il 21 novembre 2020 (archiviato dall'url originale il 3 giugno 2016).